# Foix
Pour les articles homonymes, voir Foix (homonymie).
Pour les articles ayant des titres homophones, voir foi, foie, fois et Foy.
Cet article concerne la ville de Foix. Pour le comté, voir Comté de Foix.
Foix [fwa] (en occitan Fois) est une commune française, ancienne capitale du comté de Foix, aujourd'hui préfecture du département de l'Ariège située en région Occitanie. Au recensement de 2021, la ville comptabilisait 9 472 habitants, ce qui en fait une des plus petites préfectures de France. Elle est moins peuplée que Pamiers, qui est l'une des deux sous-préfectures. Sur le plan historique et culturel, la commune fait partie du pays de Foix, composé de la partie centrale du Plantaurel, du massif de l'Arize et d'un tronçon de la vallée de l'Ariège avec ses quelques affluents.
Exposée à un climat océanique altéré, elle est drainée par l'Ariège, l'Alses, l'Arget, le Scios, le ruisseau de Becq et par divers autres petits cours d'eau. La commune possède un patrimoine naturel remarquable : deux sites Natura 2000 (le « Pech de Foix, Soula et Roquefixade, grotte de L'Herm » et « Garonne, Ariège, Hers, Salat, Pique et Neste »), un espace protégé (le « cours de l'Ariège ») et neuf zones naturelles d'intérêt écologique, faunistique et floristique.
Foix est une commune urbaine, au centre de sa propre unité urbaine et de son aire d'attraction. Ses habitants sont appelés les Fuxéens et Fuxéennes.
Le patrimoine architectural de la commune comprend quatre bâtiments protégés au titre des monuments historiques : le château des comtes de Foix, classé en 1840, l'église Saint-Volusien de Foix,  classée en 1964, une porte d'immeuble dans la rue du Rival classée en 1926, et l'Immeuble dit maison des Cariatides, inscrit en 2015.
Foix est la deuxième préfecture la moins peuplée de France (la première étant celle de Privas dans l'Ardèche)

## Géographie

### Localisation
1. Carte dynamique
2. Carte Openstreetmap
3. Carte topographique
4. Carte avec les communes environnantes

La commune de Foix se trouve dans le département de l'Ariège, en région Occitanie.
Elle est chef-lieu du département et ville-centre du bassin de vie.
Commune des Pyrénées située au centre de l'unité urbaine de Foix et de son aire d'attraction en Pays de Foix Haute-Ariège.
Sur le plan historique et culturel, Foix fait partie du pays de Foix, composé de la partie centrale du Plantaurel, du massif de l'Arize et d'un tronçon de la vallée de l'Ariège avec ses quelques affluents, mais qui n'est plus que l'ombre du prestigieux comté qui s'étendit jusqu'à l'Espagne et même au-delà.
Les communes les plus proches sont : Vernajoul (2,3 km), Ferrières-sur-Ariège (2,7 km), Cos (3,3 km), Arabaux (3,6 km), Pradières (3,7 km), Saint-Pierre-de-Rivière (3,9 km), Montgailhard (4,1 km), Ganac (4,1 km).
Distances kilométriques : Foix-Pamiers : 20 km / Foix-Saint-Girons : 43 km  / Foix-Carcassonne : 82 km / Foix-Toulouse : 83 km / Foix-Andorre-la-Vieille : 100 km / Foix-Perpignan : 139 km / Foix-Tarbes : 155 km / Foix-Montpellier : 224 km / Foix-Barcelone : 247 km / Foix-Bayonne : 294 km / Foix-Bordeaux : 314 km / Foix-Marseille : 398 km / Foix-La Rochelle : 508 km / Foix-Lyon : 518 km / Foix-Nantes : 674 km / Foix-Paris : 744 km.

### Communes limitrophe
| Foix est limitrophe de dix autres communes. Les communes limitrophes sont Arabaux, Cos, Crampagna, Ferrières-sur-Ariège, Ganac, Montgailhard, Pradières, Saint-Jean-de-Verges, Saint-Pierre-de-Rivière et Vernajoul. Les limites communales de Foix et celles de ses communes adjacentes. | \| Crampagna, Vernajoul \| Saint-Jean-de-Verges \| Arabaux \| \| Cos, Saint-Pierre-de-Rivière \| Foix \| Pradières \| \| Ganac \| Ferrières-sur-Ariège \| Montgailhard \| |              |
| Crampagna, Vernajoul | Saint-Jean-de-Verges | Arabaux      |
| Cos, Saint-Pierre-de-Rivière | Foix | Pradières    |
| Ganac | Ferrières-sur-Ariège | Montgailhard |

### Superficie et relief
La superficie cadastrale de la commune publiée par l’Insee, qui sert de références dans toutes les statistiques, est de 19,32 km2,. La superficie géographique, issue de la BD Topo, composante du Référentiel à grande échelle produit par l'IGN, est quant à elle de 19,51 km2. Son relief est particulièrement escarpé puisque le dénivelé maximal atteint 575 mètres. L'altitude du territoire varie entre 358 et 933 m.

### Géologie
La commune est située dans les Pyrénées, une chaîne montagneuse jeune, érigée durant l'ère tertiaire (il y a 40 millions d'années environ), en même temps que les Alpes, certaines parties étant recouvertes par des formations superficielles. Elle est marquée par le front du chevauchement frontal nord-pyrénéen qui la traverse d'est en ouest, séparant la Zone nord-pyrénéenne (ZNP) au sud de la Zone sous-pyrénéenne (ZSP) au nord, qui constitue la frange sud du Bassin aquitain. Les terrains affleurants sur le territoire communal sont constitués de roches sédimentaires datant pour certaines du Cénozoïque, l'ère géologique la plus récente sur l'échelle des temps géologiques, débutant il y a 66 millions d'années, et pour d'autres du Mésozoïque, anciennement appelé Ère secondaire, qui s'étend de −252,2 à −66,0 Ma. La structure détaillée des couches affleurantes est décrite dans la feuille « n°1075 - Foix » de la carte géologique harmonisée au 1/50 000ème du département de l'Ariège, et sa notice associée.

### Hydrographie

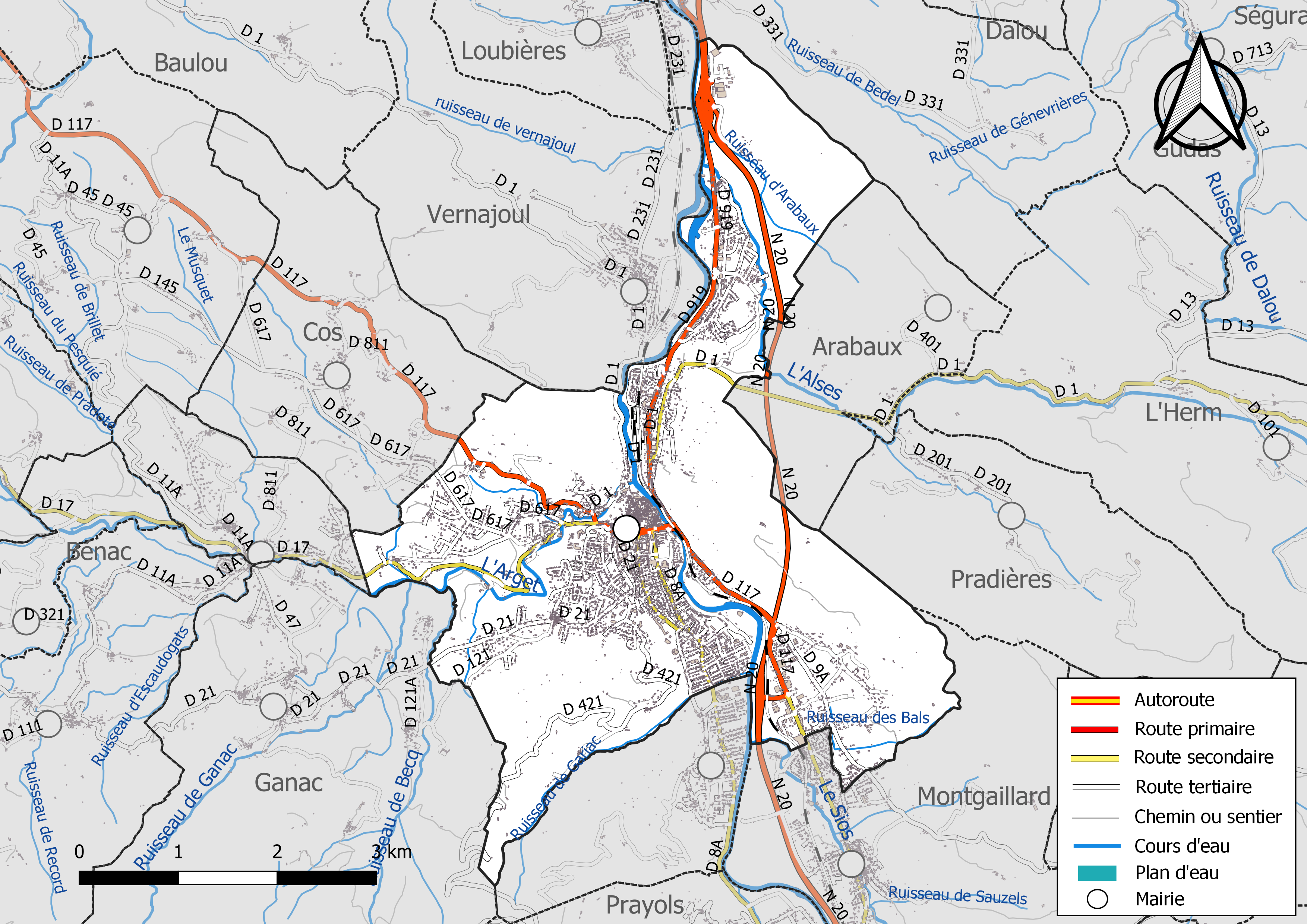
Réseaux hydrographique et routier de foix.

La commune est située au confluent de l’Ariège et de l’Arget.
Un troisième cours d'eau, de faible importance, traverse la ville en un parcours enterré, du sud au nord, presque parallèlement au cours de l'Ariège. Il s'agit d'un ruisseau originaire du vallon de Raygnac. Il arrose le quartier de Lauquié, avant de passer sous le Boulevard Alsace-Lorraine (anciennement rue des Ruisseaux, qu'il longeait). Puis il traverse les allées de Villote au niveau de la statue de Lakanal et poursuit son chemin sous la rue Théophile Delcassé (anciennement rue des Tanneurs). Il termine son cours sous le début de la rue du Rival pour se jeter dans l'Ariège au point bas de cette rue, au niveau du quai non bâti formant une terrasse en surplomb de la rive de l'Ariège. Il apparaît encore sur le plan accompagnant le compoix de 1776, dans sa partie située entre Villote et la rue de Labistour. La partie située dans le faubourg (Boulevard Alsace-Lorraine) a été enterrée à la fin du XIXe siècle.

### Climat
Pour des articles plus généraux, voir Climat de l'Occitanie et Climat de l'Ariège.
En 2010, le climat de la commune est de type climat océanique altéré, selon une étude s'appuyant sur une série de données couvrant la période 1971-2000. En 2020, Météo-France publie une typologie des climats de la France métropolitaine dans laquelle la commune est exposée à un climat de montagne et est dans la région climatique Pyrénées centrales, caractérisée par une pluviométrie annuelle de 1 000 à 1 200 mm.
Pour la période 1971-2000, la température annuelle moyenne est de 12,1 °C, avec une amplitude thermique annuelle de 15,3 °C. Le cumul annuel moyen de précipitations est de 1 052 mm, avec 9,8 jours de précipitations en janvier et 6,1 jours en juillet. Pour la période 1991-2020, la température moyenne annuelle observée sur la station météorologique la plus proche, située sur la commune de Cos à 3 km à vol d'oiseau, est de 12,4 °C et le cumul annuel moyen de précipitations est de 1 004,0 mm,. Pour l'avenir, les paramètres climatiques de la commune estimés pour 2050 selon différents scénarios d'émission de gaz à effet de serre sont consultables sur un site dédié publié par Météo-France en novembre 2022.

### Milieux naturels et biodiversité

#### Espaces protégés
La protection réglementaire est le mode d’intervention le plus fort pour préserver des espaces naturels remarquables et leur biodiversité associée,.
Un espace protégé est présent sur la commune : le « cours de l'Ariège », objet d'un arrêté de protection de biotope, d'une superficie de 159,9 ha.

#### Réseau Natura 2000

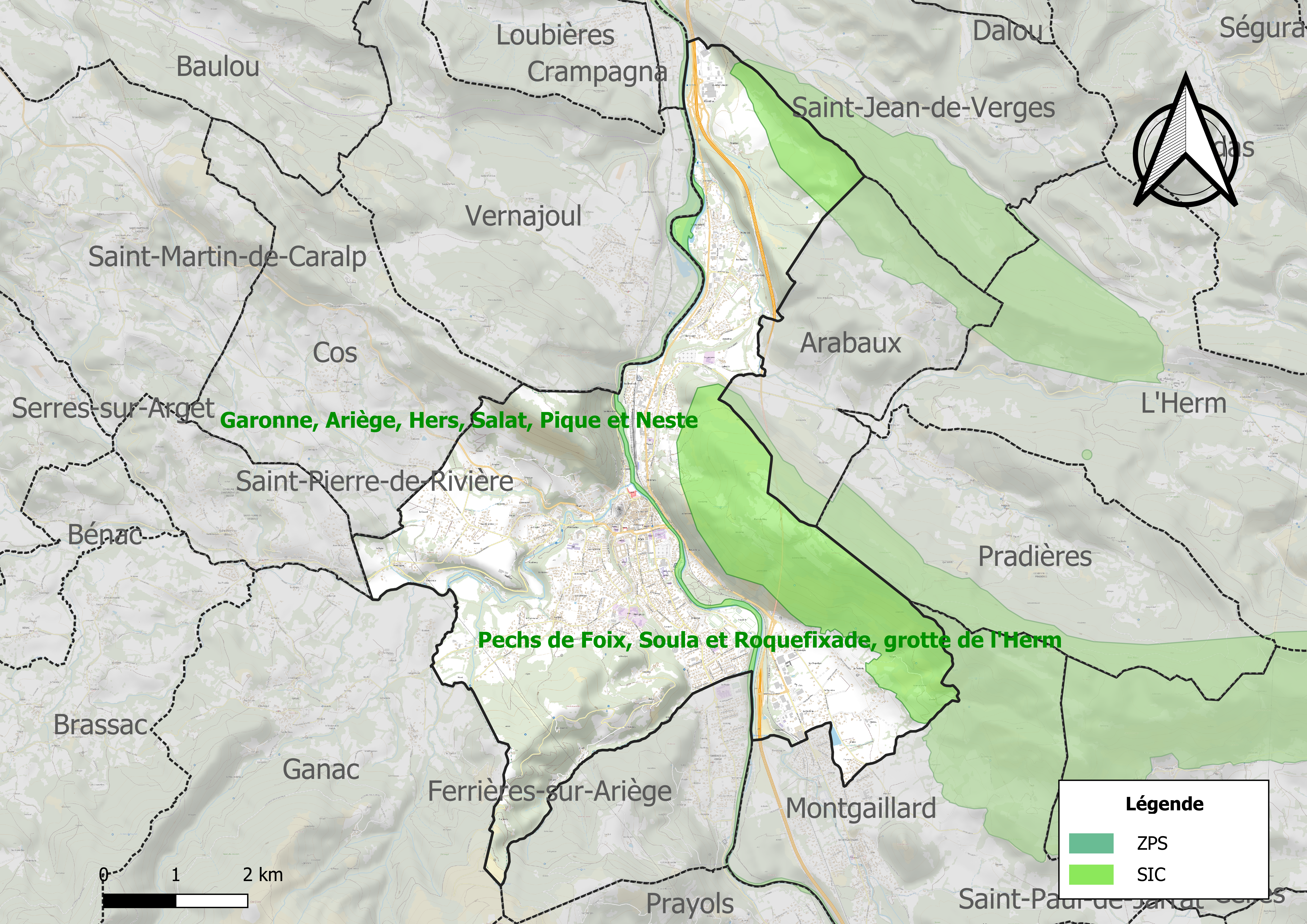
Sites Natura 2000 sur le territoire communal.

Le réseau Natura 2000 est un réseau écologique européen de sites naturels d'intérêt écologique élaboré à partir des directives habitats et oiseaux, constitué de zones spéciales de conservation (ZSC) et de zones de protection spéciale (ZPS).
Deux sites Natura 2000 ont été définis sur la commune au titre de la directive habitats :
- le « pechs de Foix, Soula et Roquefixade, grotte de l'Herm », d'une superficie de 2 211 ha, un milieu souterrain exceptionnel (site reproduction trois espèces de chauves-souris) avec une forte biodiversité[22] ;
- « Garonne, Ariège, Hers, Salat, Pique et Neste », d'une superficie de 9 581 ha, un réseau hydrographique pour les poissons migrateurs, avec des zones de frayères actives et potentielles importantes pour le Saumon en particulier qui fait l'objet d'alevinages réguliers et dont des adultes atteignent déjà Foix sur l'Ariège[23] ;

#### Zones naturelles d'intérêt écologique, faunistique et floristique
L’inventaire des zones naturelles d'intérêt écologique, faunistique et floristique (ZNIEFF) a pour objectif de réaliser une couverture des zones les plus intéressantes sur le plan écologique, essentiellement dans la perspective d’améliorer la connaissance du patrimoine naturel national et de fournir aux différents décideurs un outil d’aide à la prise en compte de l’environnement dans l’aménagement du territoire.
Six ZNIEFF de type 1 sont recensées sur la commune :
- l'« aval de l'Arget et affluents (vallée de la Barguillère) » (71 ha), couvrant 7 communes du département[25] ;
- le « cours de l'Ariège » (1 341 ha), couvrant 112 communes dont 86 dans l'Ariège et 26 dans la Haute-Garonne[26] ;
- « le Plantaurel : du Mas d'Azil à l'Ariège » (15 850 ha), couvrant 26 communes du département[27] ;
- « le Plantaurel entre Foix et Lavelanet » (11 312 ha), couvrant 26 communes du département[28] ;
- le « massif de l'Arize, zone d'altitude » (15 897 ha), couvrant 26 communes du département[29] ;
- « Sios et affluents » (35 ha), couvrant 5 communes du département[30] ;

et trois ZNIEFF de type 2, :
- « L'Ariège et ripisylves » (1 975 ha), couvrant 56 communes dont 43 dans l'Ariège et 13 dans la Haute-Garonne[31] ;
- « le Plantaurel » (42 116 ha), couvrant 72 communes dont 68 dans l'Ariège, 2 dans l'Aude et 2 dans la Haute-Garonne[32] ;
- le « massif de l'Arize » (42 110 ha), couvrant 40 communes du département[33].

Carte des ZNIEFF de type 1 et 2 à Foix.
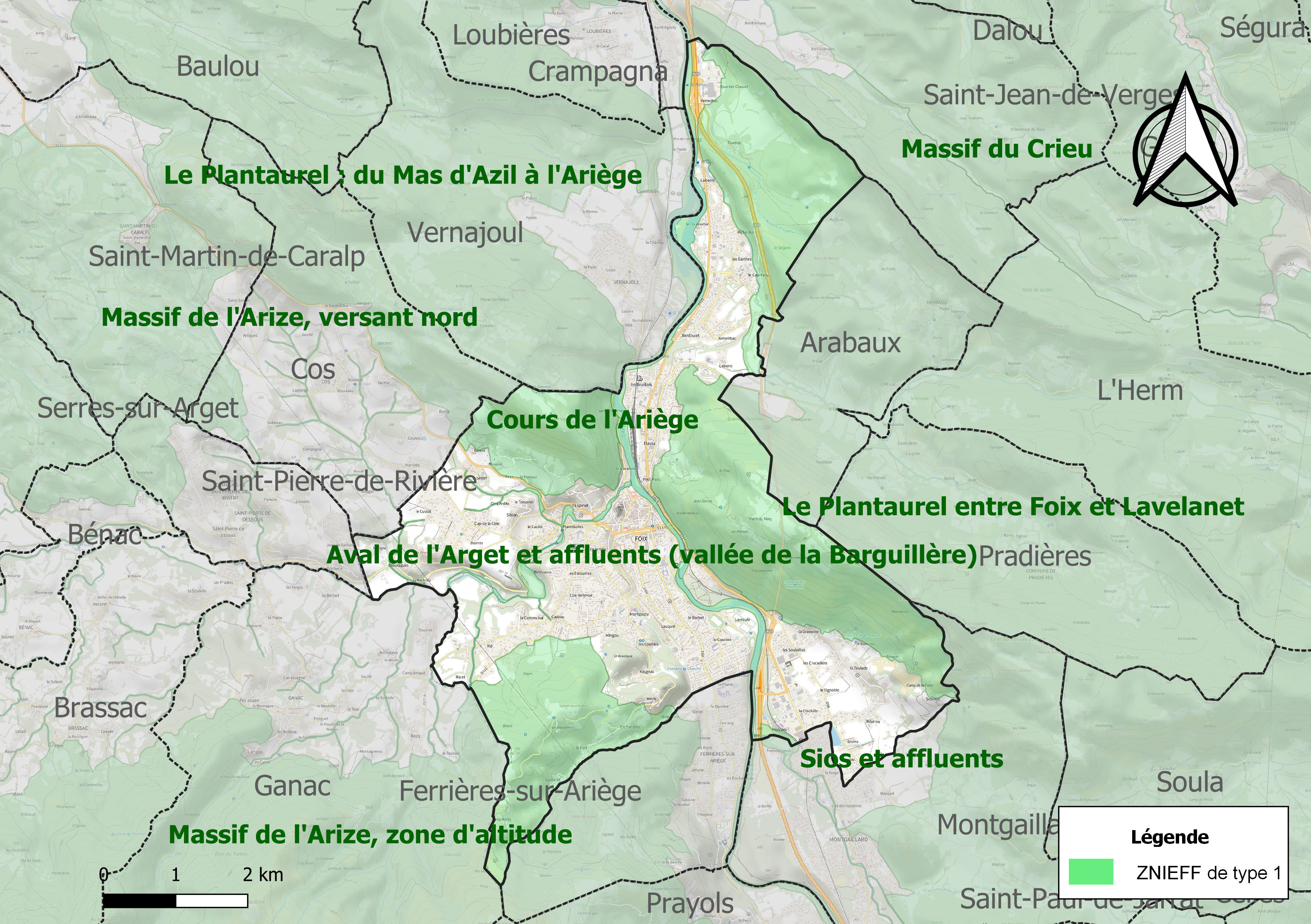
Carte des ZNIEFF de type 1 sur la commune.
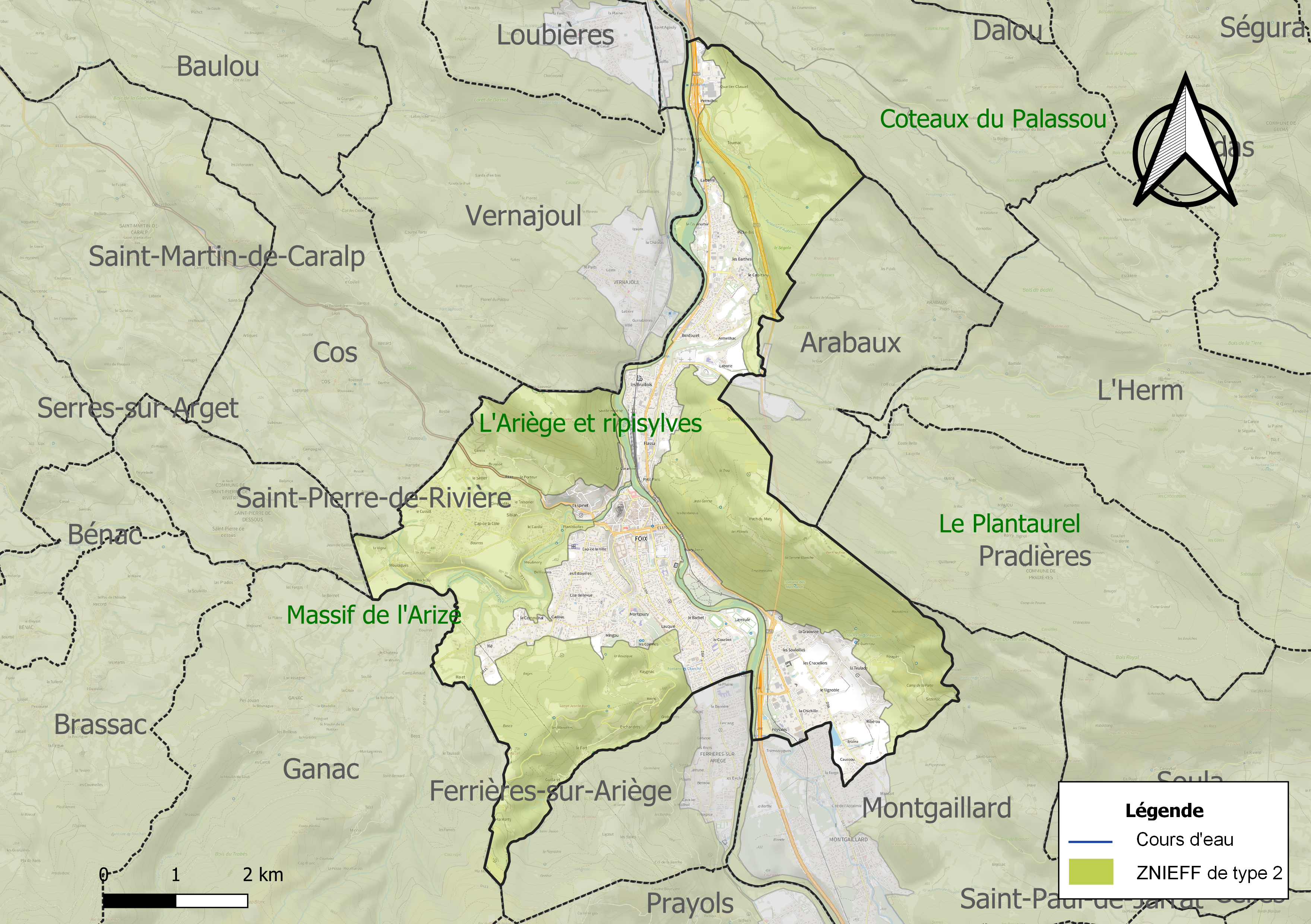
Carte des ZNIEFF de type 2 sur la commune.

## Urbanisme

### Typologie
Au 1er janvier 2024, Foix est catégorisée petite ville, selon la nouvelle grille communale de densité à 7 niveaux définie par l'Insee en 2022.
Elle appartient à l'unité urbaine de Foix, une agglomération intra-départementale dont elle est ville-centre,. Par ailleurs la commune fait partie de l'aire d'attraction de Foix, dont elle est la commune-centre. Cette aire, qui regroupe 38 communes, est catégorisée dans les aires de moins de 50 000 habitants,.

### Occupation des sols

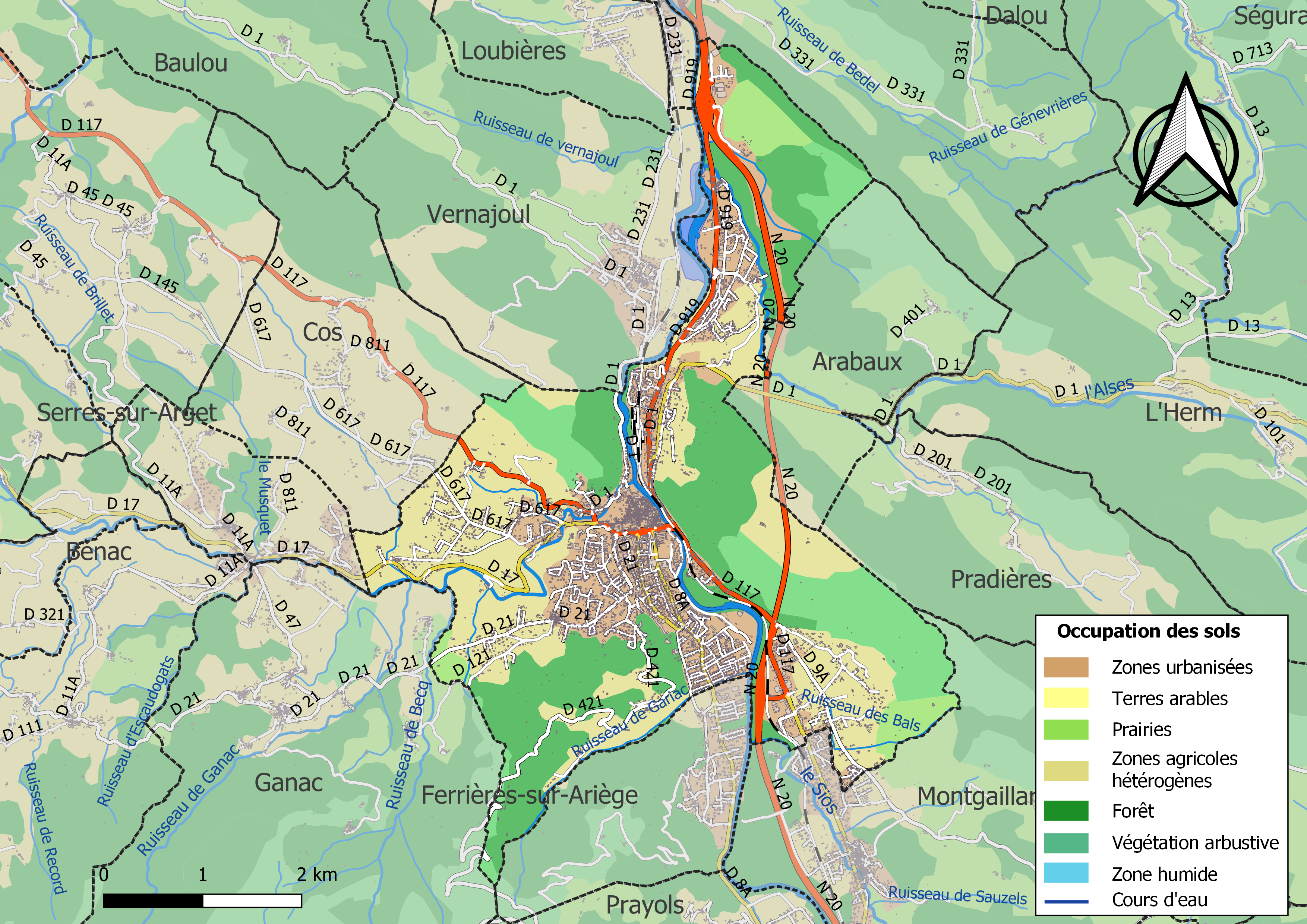
Carte des infrastructures et de l'occupation des sols de la commune en 2018 (CLC).

L'occupation des sols de la commune, telle qu'elle ressort de la base de données européenne d’occupation biophysique des sols Corine Land Cover (CLC), est marquée par l'importance des forêts et milieux semi-naturels (38,6 % en 2018), en diminution par rapport à 1990 (42,5 %). La répartition détaillée en 2018 est la suivante : zones urbanisées (26,8 %), forêts (26,6 %), zones agricoles hétérogènes (21,8 %), milieux à végétation arbustive et/ou herbacée (12 %), prairies (6,1 %), zones industrielles ou commerciales et réseaux de communication (5 %), espaces verts artificialisés, non agricoles (1,3 %), eaux continentales (0,5 %). L'évolution de l’occupation des sols de la commune et de ses infrastructures peut être observée sur les différentes représentations cartographiques du territoire : la carte de Cassini (XVIIIe siècle), la carte d'état-major (1820-1866) et les cartes ou photos aériennes de l'IGN pour la période actuelle (1950 à aujourd'hui).

### Habitat et logement
En 2018, le nombre total de logements dans la commune était de 6 298, alors qu'il était de 6 023 en 2013 et de 5 776 en 2008.
Parmi ces logements, 78 % étaient des résidences principales, 7,4 % des résidences secondaires et 14,6 % des logements vacants. Ces logements étaient pour 51,6 % d'entre eux des maisons individuelles et pour 46 % des appartements.
Le tableau ci-dessous présente la typologie des logements à Foix en 2018 en comparaison avec celle de l'Ariège et de la France entière. Une caractéristique marquante du parc de logements est ainsi une proportion de résidences secondaires et logements occasionnels (7,4 %) inférieure à celle du département (24,6 %) mais supérieure à celle de la France entière (9,7 %). Concernant le statut d'occupation de ces logements, 49,2 % des habitants de la commune sont propriétaires de leur logement (50,4 % en 2013), contre 66,3 % pour l'Ariège et 57,5 % pour la France entière.
| Typologie                                               | Foix | Ariège | France entière |
| ------------------------------------------------------- | ---- | ------ | -------------- |
| Résidences principales (en %)                           | 78   | 65,7   | 82,1           |
| Résidences secondaires et logements occasionnels (en %) | 7,4  | 24,6   | 9,7            |
| Logements vacants (en %)                                | 14,6 | 9,7    | 8,2            |

### Voies de communication et transports

Logo du réseau de bus.

Carrefour touristique avec plus de 90 000 visiteurs par an, Foix se situe ainsi à 83 km au sud de Toulouse, sur la route nationale 20 entre Pamiers et la principauté d'Andorre et sur la route nationale 117 entre Perpignan et Saint-Girons. La ville est directement reliée à Toulouse par voie express (jusqu'à Pamiers) puis par autoroute (autoroute A66).
Avec le train en gare de Foix sur la ligne du Transpyrénéen oriental, qui relie Toulouse à la Cerdagne par la vallée de l'Ariège et le col de Puymorens.
En bus avec les lignes intermodales d'Occitanie, et à l'intérieur de Foix et de son agglomération, le réseau L'agglo-bus.

### Risques majeurs
Le territoire de la commune de Foix est vulnérable à différents aléas naturels : inondations, climatiques (grand froid ou canicule), feux de forêts, mouvements de terrains et séisme (sismicité modérée). Il est également exposé à deux risques technologiques, le transport de matières dangereuses et la rupture d'un barrage, et à un risque particulier, le risque radon,.

#### Risques naturels

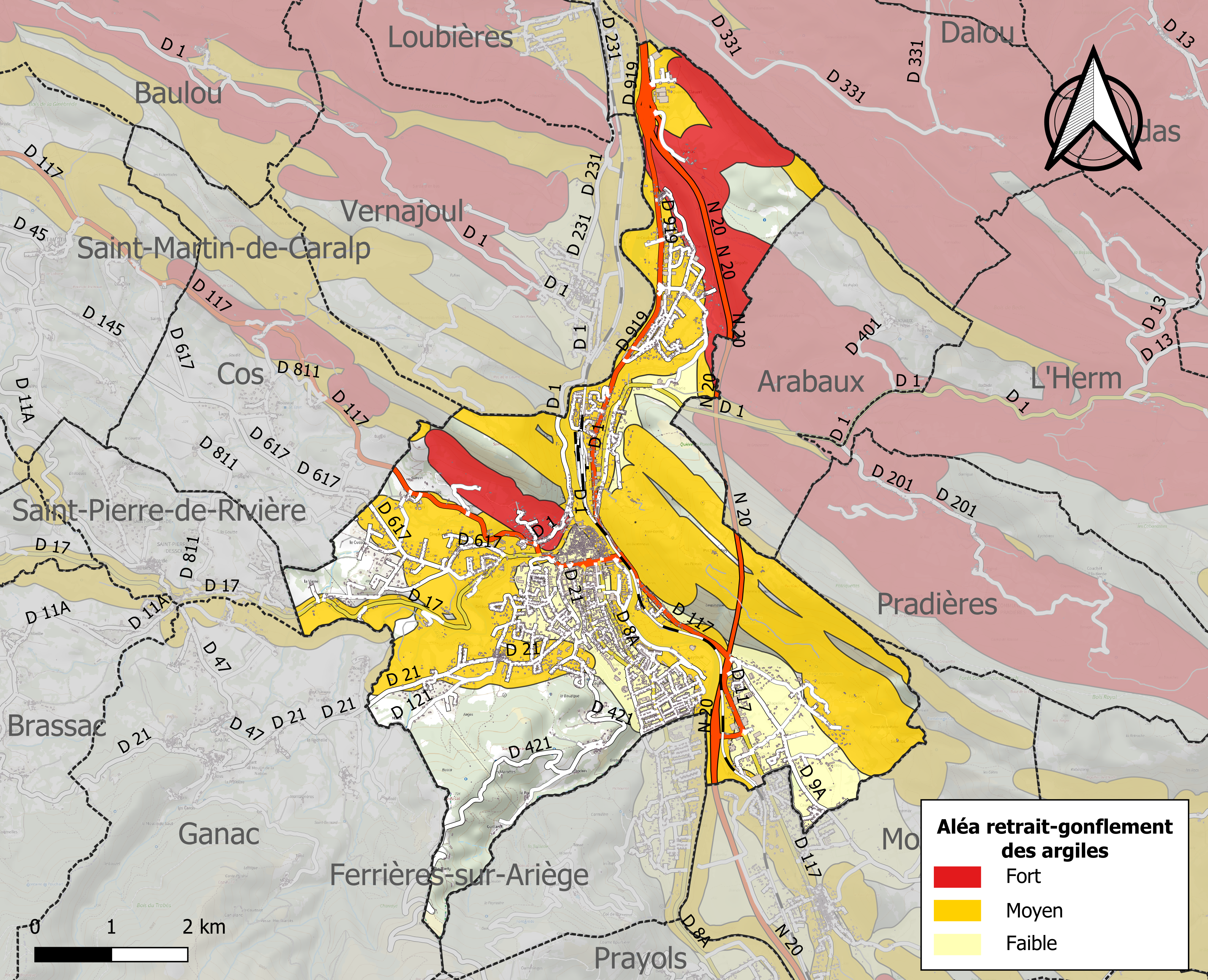
Zonage de l'aléa retrait-gonflement des argiles sur la commune de Foix.

Certaines parties du territoire communal sont susceptibles d’être affectées par le risque d’inondation par débordement, crue torrentielle d'un cours d'eau, l'Ariège, ou ruissellement d'un versant. L’épisode de crue le plus marquant dans le département reste sans doute celui de 1875. Parmi les inondations marquantes plus récentes concernant le cours d'eau de l'Ariège figurent la crue torrentielle de 1982 et les inondations de plaine de 1996 et de 2005 de la Basse vallée de l'Ariège.
Les mouvements de terrains susceptibles de se produire sur la commune sont soit des chutes de blocs, soit des glissements de terrains, soit des effondrements liés à des cavités souterraines, soit des mouvements liés au retrait-gonflement des argiles. Près de 50 % de la superficie du département est concernée par l'aléa retrait-gonflement des argiles, dont la commune de Foix. L'inventaire national des cavités souterraines permet par ailleurs de localiser celles situées sur la commune.
Ces risques naturels sont pris en compte dans l'aménagement du territoire de la commune par le biais d'un plan de prévention des risques (PPR) inondation et mouvement de terrain approuvé le 28 mai 2004et révisé le 3 avril 2017.

#### Risques technologiques
Le risque de transport de matières dangereuses par une infrastructure routière ou ferroviaire ou par une canalisation de transport de gaz concerne la commune. Un accident se produisant sur une telle infrastructure est en effet susceptible d’avoir des effets graves sur le bâti ou les personnes jusqu’à 350 m, selon la nature du matériau transporté. Des dispositions d’urbanisme peuvent être préconisées en conséquence.
Dans le département de l’Ariège, on dénombre cinq grands barrages susceptibles d’occasionner des dégâts en cas de rupture. La commune fait partie des 80 communes susceptibles d’être touchées par l’onde de submersion consécutive à la rupture d’un de ces barrages.

#### Risque particulier
Dans plusieurs parties du territoire national, le radon, accumulé dans certains logements ou autres locaux, peut constituer une source significative d’exposition de la population aux rayonnements ionisants. Toutes les communes du département sont concernées par le risque radon à un niveau plus ou moins élevé. Selon la classification de 2018, la commune de Foix est classée en zone 3, à savoir zone à potentiel radon significatif.

## Toponymie
L'étymologie du toponyme Foix est sujette à controverse. Deux explications principales s'opposent depuis plus d'un siècle et demi. La première est basée sur les Flussates, peuple aquitain cité par H. Castillon en 1851 (p. 12, 12, 21) mais non par César, et dont on ne sait rien. La seconde, du latin fuscus, "très sombre", se retrouve dans l'occitan fois qui désigne la substance noirâtre infecte émise par le furet !
Le nom de Foix est attesté sur des monnaies mérovingiennes sous la forme Castro Fusci. La ville ancienne, située sur un promontoire, était donc fortifiée au VIIè siècle. Son nom vient de l'adjectif latin fuscus, « noir, sombre ». L'aspect sombre n'est pas celui de la forteresse, qui est située en hauteur, mais celui du site, dans une cluse profonde, lieu de passage obligé entre plaine et montagne. 
En occitan Fois [ˈfujs], localement [ˈfujʃ].

## Histoire

### Les origines (préhistoire)
Les grottes et abris situés sur le territoire de la commune (grottes du Rocher, du Saint-Sauveur et du Pech) sont occupés au moins par intermittence durant la préhistoire. Pour ce qui est du Rocher, la première trace d'occupation appartient au moustérien final (env. -40 000 ans, abris de Lianes). Le périgordien (env. -20 000 ans) n'est attesté qu'au pied du Saint-Sauveur (grottes de la Carane). Les grottes de la rue du Rocher témoignent ensuite d'une importante occupation magdalénienne (env. -10 000 ans), avec notamment des gravures pariétales représentant des chevaux, dans la grotte du Cheval. Ensuite, le néolithique n'a rien laissé, et une occupation humaine à peu près permanente ne débute qu'à l'Âge du bronze (env. -2 000, grottes du Saint-Sauveur, du Rocher et du Pigeonnier).
L'époque gauloise (Âge du Fer et de La Tène, -800 à -500) a livré dans la ville quelques traces, mais leur interprétation dans un terrain remanié est difficile (débris et petits objets divers, notamment place Lazéma).

### Antiquité et Haut Moyen Âge
De multiples découvertes d'objets ou de débris attestent la présence humaine à Foix pour ces deux périodes.
Pour l'époque romaine, des monnaies et tessons d'amphores ont été trouvés sur le sommet du rocher, au sommet du Saint-Sauveur, et plus généralement un peu partout dans les environs, mais aucune trace d'urbanisation ou de substructions militaires romaines n'a été mise au jour, que ce soit sur le rocher ou dans la ville. Pour la fin de l'Empire Romain et le Haut Moyen Âge, le territoire de la ville a livré quelques menus vestiges, notamment des scories de forge dans le quartier de la Faurie, et des monnaies frappées entre le IIIe et le VIe siècle, mais toujours sans lien avec de quelconques substructions.

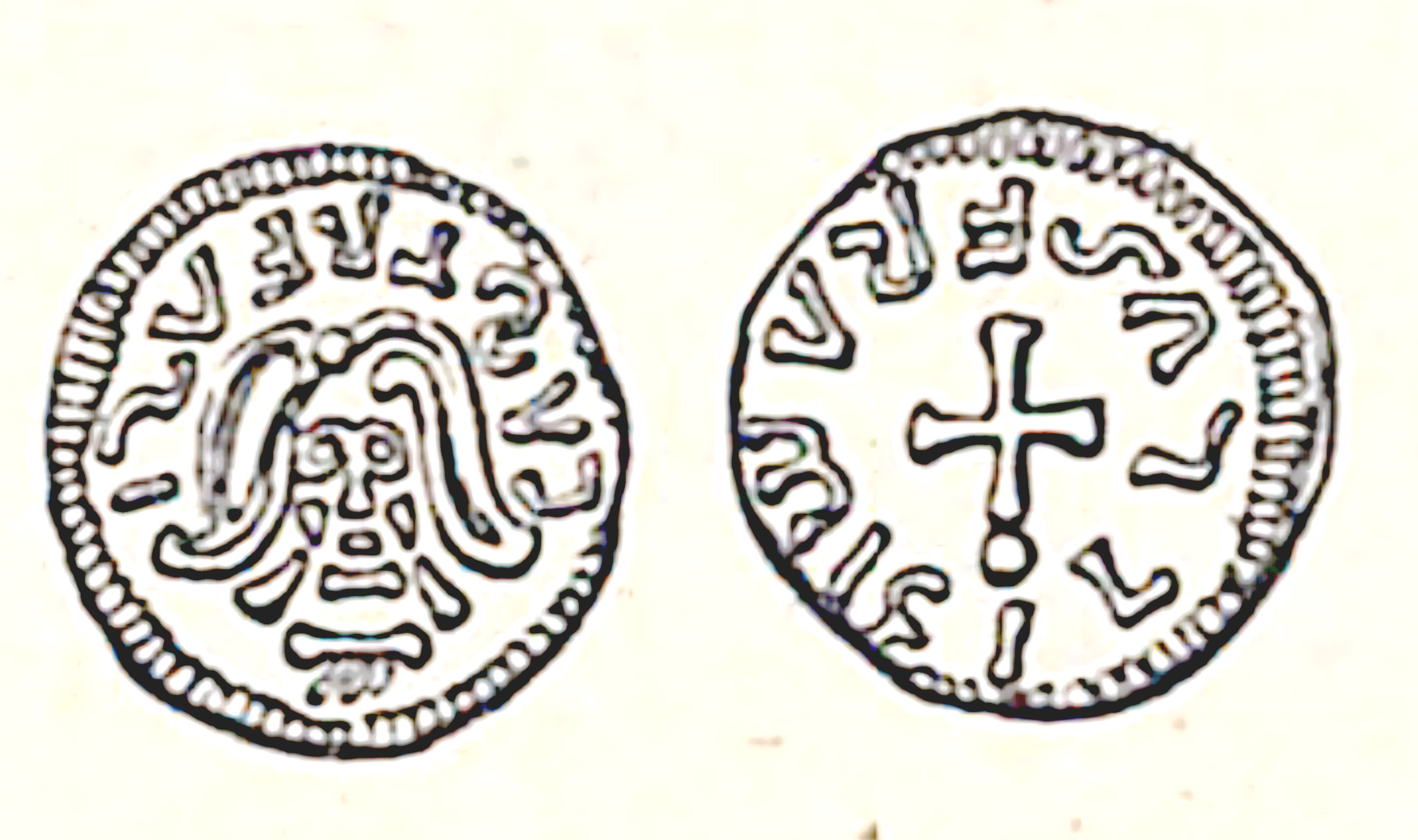
Monnaie mérovingienne avec mentions "CASTR FVSI" et "FRAMIGILLVS"

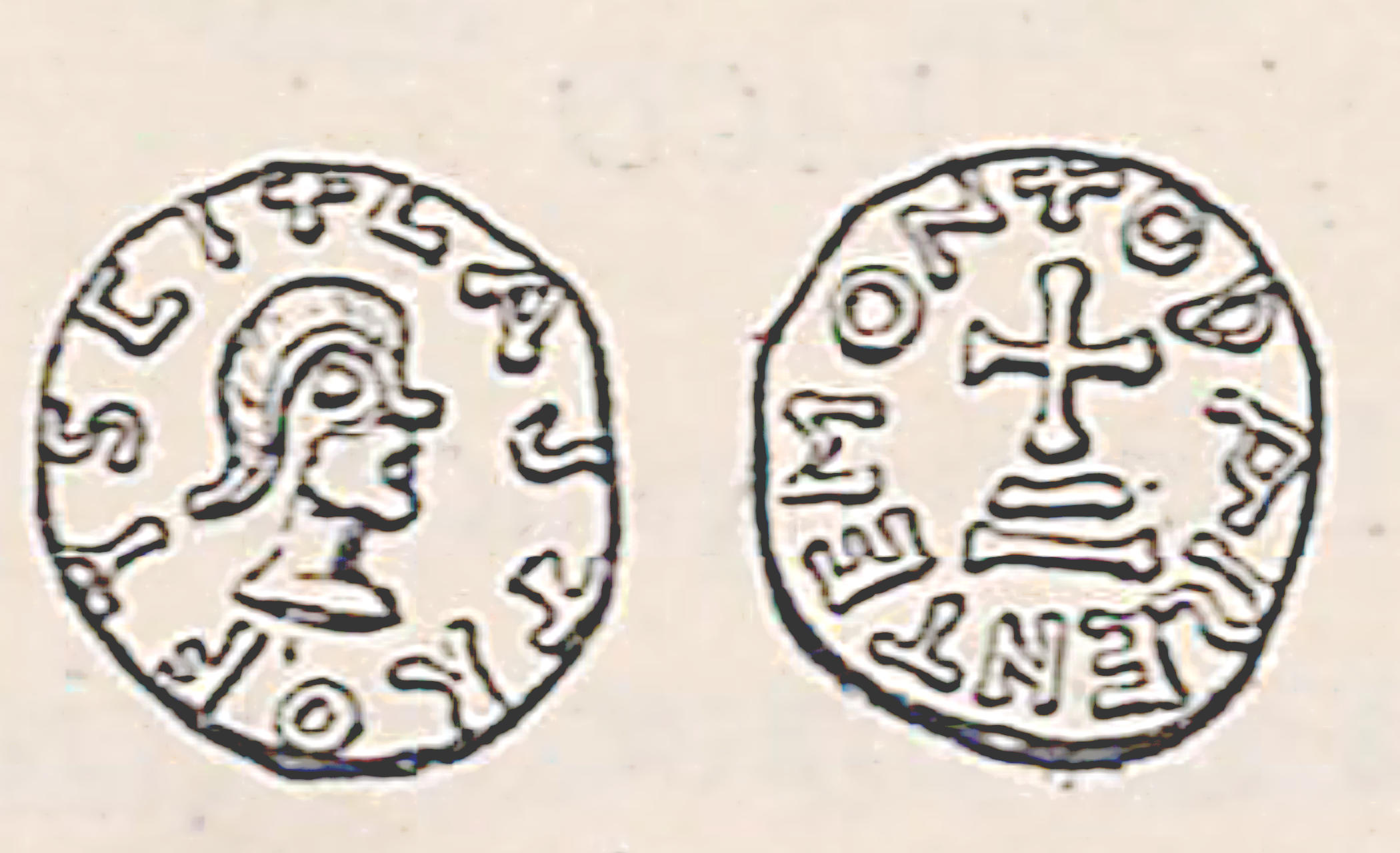
Monnaie mérovingienne avec mentions "CASTRO FVSCI" et "ODARENTE MON"

Seize tiers de sou d'or (triens) mérovingiens (Ve – VIe siècles) portant des mentions «CASTRO FVS., FVC., FVSI, FVSCI» ont été trouvées à travers la France, dont certains frappés dans l'atelier monétaire toulousain de Framigillus. Ces mentions sont généralement reconnues comme se rapportant à Foix (Castro Fuxi), témoignant de l'existence d'un castrum à Foix à cette époque, mais dont la localisation exacte n'est pas connue. Deux emplacements sont considérés comme les plus plausibles: le sommet du rocher, ou la confluence de l'Arget
En définitive, si les ateliers monétaires suggèrent la présence d'un bourg vers les Ve – VIe siècles, rien n'indique encore la naissance d'un réel développement urbain ; celui-ci ne débutera véritablement qu'au début du XIe siècle, avec l'installation de l'Abbaye et la création du comté comme entité indépendante de celui de Carcassonne. Quant à la présence d'un fort ou d'un château sur le rocher avant le Xe siècle, cela reste purement spéculatif. La première mention du château sur une charte est le testament de Roger-le-vieux (1002) qui lègue la terre et le château de Foix à son fils Bernard Roger. L'abbaye occupant depuis peu le site du confluent, il y a lieu de penser que le château en question est bâti sur le rocher[Interprétation personnelle ?]. Cependant, aucun élément de construction ou substruction datable d'avant le XIIe siècle n'a été trouvé sur le sommet du rocher à ce jour. De même, la fortification de la ville de Foix a débuté à la fin du Xe siècle.

### La christianisation
La fondation, en 849, de l'abbaye Saint-Volusien permet le développement d'une vie urbaine du Xe siècle au XIIe siècle. La ville connaît son apogée au XIVe siècle.

### Les comtes de Foix
Les plus connus des comtes de Foix sont Raymond-Roger et son  fils Roger-bernard II le grand qui furent les seuls grands seigneurs du Sud à mettre la "croisade contre les albigeois" en échec sur leurs terres, Gaston Febus, comte de Foix et vicomte de Béarn, entre autres possessions et protectorats, dont la ville de Toulouse, qui lui permirent de dominer tout le Nord des Pyrénées, notamment ses cols, et conduit à l'échec, puis à la mort de l'invincible "Prince noir", enfin Henri II de Foix-Béarn, devenu Henri III, roi de Navarre, avant de devenir le plus populaire des rois de France, Henri IV, pour avoir mis fin aux atrocités des Guerres de religion et rétablit la puissance de l’État français en Europe.

### La cité comtale et son château
Le château, dont les premières bases datent du Xe siècle[réf. nécessaire], est une solide place-forte qui résiste aux assauts répétés de Simon IV de Montfort entre 1211 et 1217, lors de la croisade des Albigeois, ce qui l'empêche de mettre à feu et à sang le comté au-delà du Pas de Labarre, harcelé notamment par les garnisons des spoulgas (grottes plus ou moins fortifiées à bon compte), donc qui ruinent une logistique déjà déficiente au Moyen Âge, d'autant que les fidélités féodales sont indéfectibles dans le Sabarthès.
En 1272, le comte de Foix reprend sa politique d’expansion, aussi Philippe le Hardi, Roi de France, prend en personne la direction d'une expédition contre la ville, le comte ne lui confie le château que pour gagner du temps, car il sait que le Roi ne peut sécuriser la frontière sans lui. Aussi, ce dernier le rétablit rapidement dans tous ses droits.
En 1290, réunion de la vicomté de Béarn et du comté de Foix, la ville reste avant tout une garnison, mais les comtes restent profondément attachés au prestige de leur origine jusqu'au futur Roi de France, Henri IV, qui y reviendra et poussera jusqu'à la grotte de Lombrives pour se présenter comme héritier d'Hercule, bâtisseur mythologique des Pyrénées, comme dans l'iconographie royale suivante. Gaston Fébus est le dernier à avoir vécu au château qui, au XVIe siècle perd son caractère militaire. Le château est ensuite transformé en prison (il le restera jusqu'en 1864).
Différentes dynasties se succédèrent à la tête du comté comme les Grailly, les Albrets ou les Bourbon-Vendôme.

### Les guerres de religion
En 1536, commencent les premiers prêches réformés à Foix. En 1579, l'église de Montgauzy est détruite par les réformés. Le même sort est réservé à l'abbatiale Saint-Volusien de Foix en 1581. L'année suivante, Foix est reprise par les catholiques, et en 1589, Henri de Navarre, comte de Foix, devient roi de France sous le nom d'Henri IV.

### La Révolution
En tant que capitale comtale, la ville jouit d'un certain prestige et est choisie comme chef-lieu du département de l'Ariège en 1790.

### AuXIXesiècle

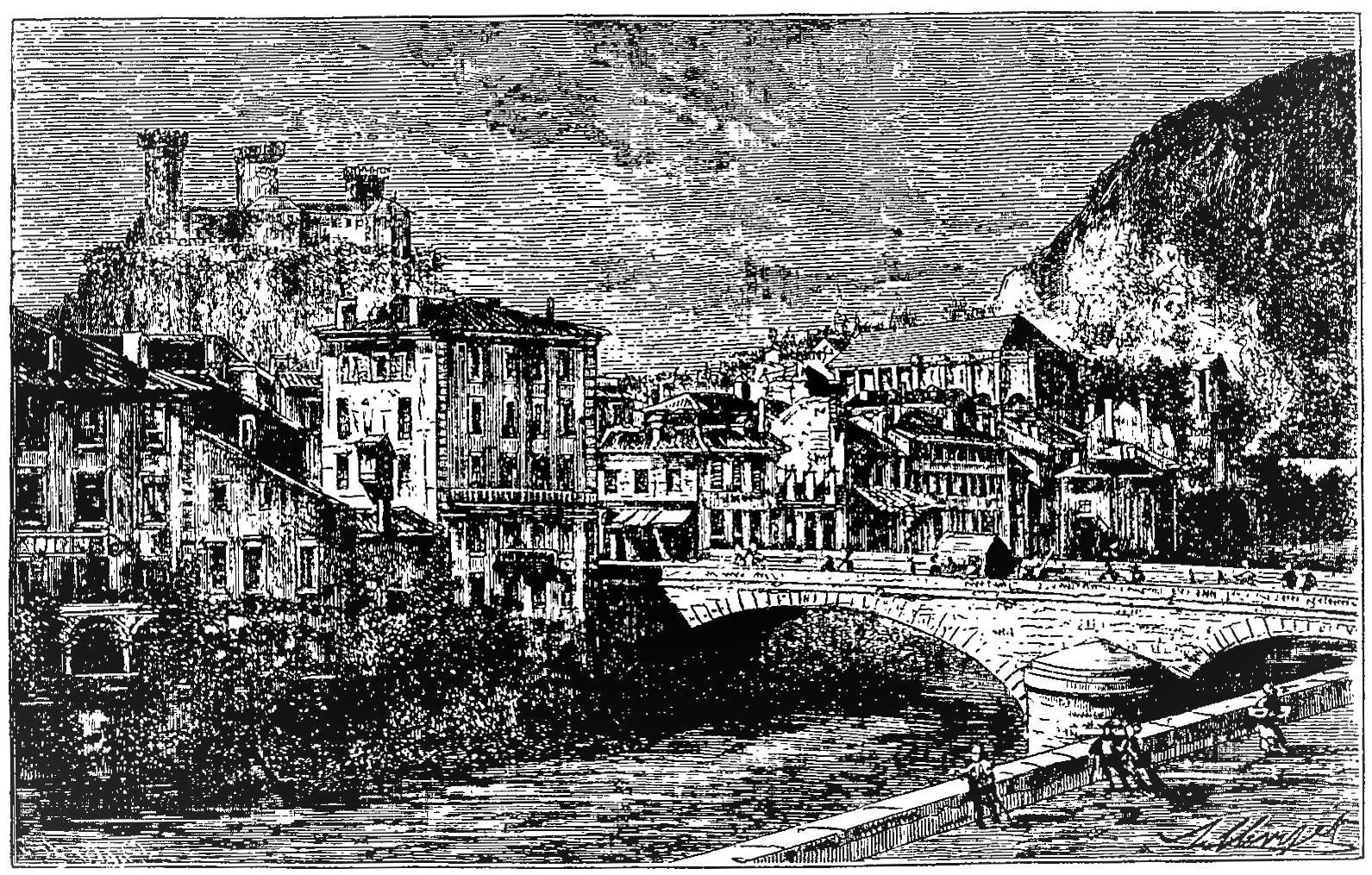
Foix en 1880, Gravure du guide bleu d'Adolphe Joanne

Le Guide bleu d'Adolphe Joanne sur l’Ariège publié en 1880 décrit la ville de Foix comme ceci :

« La ville, mal bâtie, mal percée, au sol inégal, est dominée par un rocher, haut de 58 mètres. Du château qui le couronnait il reste trois grandes tours, dont deux carrées; le donjon cylindrique, haut de 43 mètres fut construit en 1361 par Gaston Phoebus. Une prison a été bâtie entre les tours. L'église gothique de St Volusien dépendait de l'abbaye de ce nom. Le chœur est entouré de jolies chapelles. La préfecture et la bibliothèque (collection de médailles trouvées dans le pays, livres de chant de la cathédrale de Mirepoix, ornés de miniatures et d'arabesques) occupent les bâtiments de l'abbaye, reconstruits après l'incendie de l'an XII, sur le plan primitif. Le palais de justice est installé dans l'ancien château des gouverneurs. Le pont de l’Ariège, commencé au XIIes, a été élargi en 1832. Les casernes sont modernes, ainsi qu'une belle halle en fer. La belle promenade de la Villote conduit à l'Ariège. L'ermitage de Saint-Sauveur est situé sur une colline au Nord de la ville. Au Sud de la ville, sur un terrain bien cultivé, s’élèvent l’école normale de Montgauzy, une grande caserne et la prison." »

### Seconde Guerre mondiale
Après six heures de combat, Foix est libérée le 19 août 1944 par la 3e brigade de guérilleros, formée essentiellement d’Espagnols réfugiés en France lors de Retirada.

## Politique et administration

### Découpage territorial
La commune de Foix est membre de la communauté d'agglomération Pays Foix-Varilhes, un établissement public de coopération intercommunale (EPCI) à fiscalité propre créé le 16 novembre 2016 dont le siège est à Foix. Ce dernier est par ailleurs membre d'autres groupements intercommunaux.
Sur le plan administratif, elle est rattachée à l'arrondissement de Foix, au département de l'Ariège, en tant que circonscription administrative de l'État, et à la région Occitanie.
Sur le plan électoral, elle dépend du canton de Foix pour l'élection des conseillers départementaux, depuis le redécoupage cantonal de 2014 entré en vigueur en 2015, et de la première circonscription de l'Ariège pour les élections législatives, depuis le redécoupage électoral de 1986.

### Administration municipale
Le nombre d'habitants au recensement de 2011 étant compris entre 5 000 habitants et 9 999 habitants au dernier recensement, le nombre de membres du conseil municipal est de vingt neuf,.

### Liste des maires

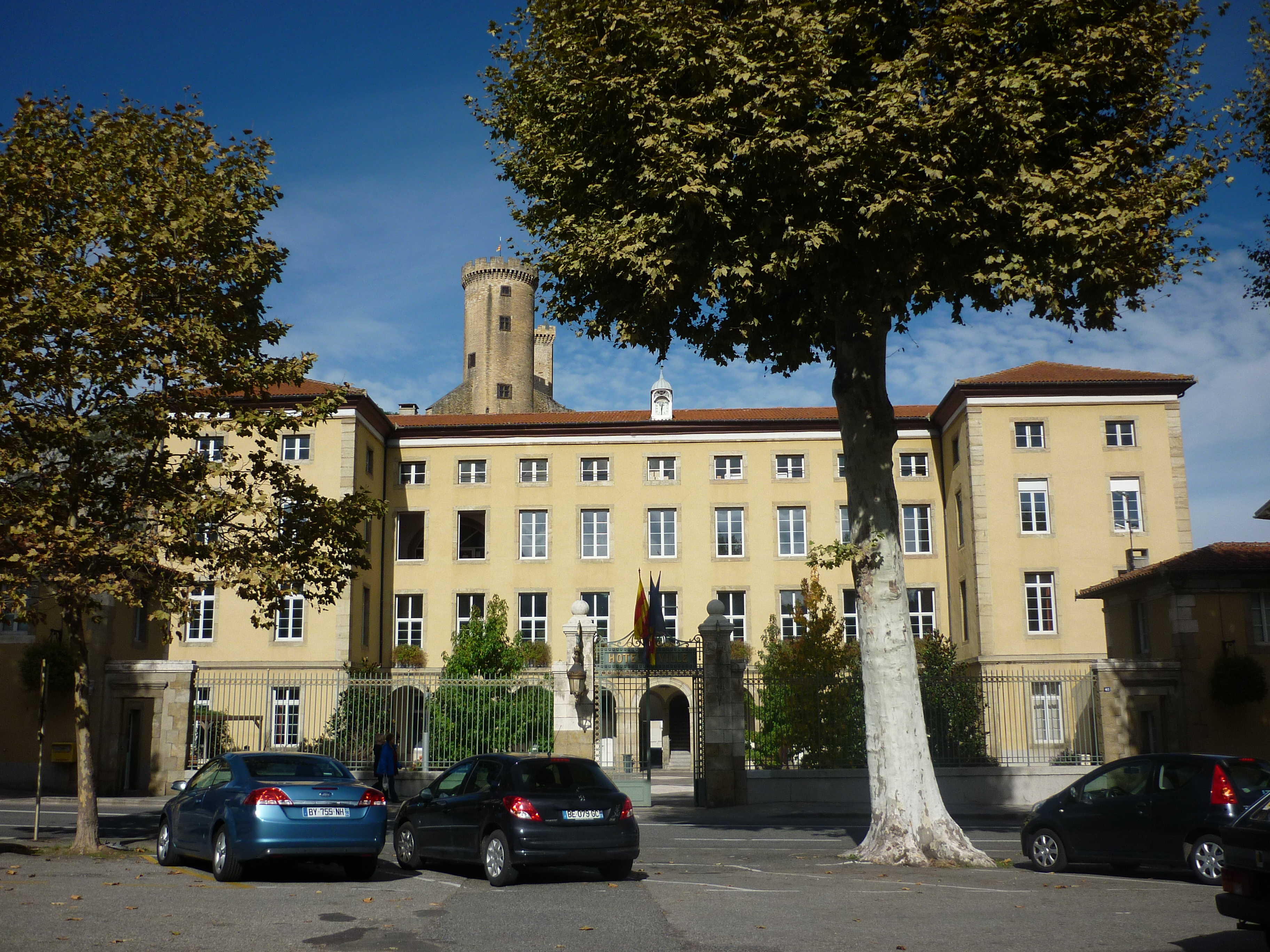
L'hôtel de ville.

Depuis la Libération, huit maires se sont succédé à la tête de la commune.
| Période           | Période                    | Identité          | Étiquette    | Qualité |
| ----------------- | -------------------------- | ----------------- | ------------ | --- |
| 20 août 1944      | 30 octobre 1947            | Pierre Faur       | SFIO         | Instituteur puis professeur de cours complémentaires Conseiller général de Foix (1945 → 1965) Président du conseil général (1949 → 1965)                                                               |
| 1er novembre 1947 | 2 septembre 1950           | Eugène Bonnel     |              | |
| 20 octobre 1950   | 14 mars 1965               | Fernand Roques    | MRP          | Professeur de lycée |
| 20 mars 1965      | 11 novembre 1985 (décès)   | Olivier Carol     | SFIO puis PS | Instituteur et directeur d'école Conseiller général de Foix (1966 → 1985) Conseiller général de Foix-Ville (1985) Conseiller régional de Midi-Pyrénées Député suppléant de Gilbert Faure (1967 → 1978) |
| 27 novembre 1985  | 27 juin 2012 (décès)       | Jean-Noël Fondère | PS           | Médecin Conseiller général de Foix-Ville (2001 → 2012) Conseiller régional de Midi-Pyrénées |
| 12 juillet 2012   | 28 mars 2014               | Richard Senssac   | PS           | Entrepreneur de transport |
| 28 mars 2014      | 3 octobre 2023 (démission) | Norbert Meler     | PS           | Retraité de l'enseignement Président de la CC du Pays de Foix (2014 → 2016) |
| 3 octobre 2023    | En cours                   | Marine Bordes     | PS           | Directrice générale d'association Ancienne première adjointe (2014 → 2023) |

### Tendances politiques et résultats
Foix est une ville ancrée à gauche depuis les débuts de la Troisième République.
Aux élections municipales du 23 mars 2014, la liste PS EELV menée par le candidat socialiste, Norbert Meler, est élue au premier tour avec 2 297 voix soit 58,84 % des suffrages exprimés. La liste « Vraiment à gauche » menée par Jean-Pierre Icre obtient 675 voix soit 17,75 % des suffrages exprimés. La liste « Foix autrement » menée par Jean Cholin a obtenu 890 vois soit 23,41 % des suffrages exprimés.
Au premier tour des municipales de 2008, on a vu arriver en tête trois listes de gauche (Liste PS : 43,70 % ; Liste DVG : 30,26 % ; Liste communiste : 10,85 %), la liste de la majorité présidentielle se contente d'un petit 15,19 % des suffrages exprimés. Score décevant d'autant plus qu'au deuxième tour, la liste UMP ne fera que 9,09 %.
Législatives 2012 (1er tour) : F. Massat réélue 53,20 %
Présidentielle 2007 (2d tour) : Ségolène Royal 62,71 % / Nicolas Sarkozy 37,29 %
Législatives 2007 (2d tour) : F. Massat (PS) 65,43 % / J. Rougé () 34,57 %
Référendum 2005 (TCE) : Oui 40,95 % / Non 59,05 %
Référendum 1992 (Maastricht) : Oui 60,66 % / Non 39,34 %
Aux élections régionales de 2010, le candidat socialiste Martin Malvy arrive en tête avec 45,19 % des suffrages, suivi de très loin par Europe Écologie avec 16,47 %. La liste UMP recueille 15,98 %. Lors de ce premier tour, la gauche (parlementaire) fuxéenne est aux alentours des 70 %.
Les résultats à la présidentielle 2012 sont sans surprise dans la « ville socialiste ». En effet, le candidat socialiste François Hollande arrive en tête des suffrages avec plus de 2 133 voix soit 39,45 % des suffrages exprimés. Arrive loin derrière le candidat président Nicolas Sarkozy avec 1 002 voix soit 18,53 % des suffrages exprimés. Contrairement à la tendance nationale, le troisième homme est Jean-Luc Mélenchon qui recueille 907 voix soit 16,77 %. Marine Le Pen se contente de 646 voix soit 11,95 % des suffrages exprimés. Le second tour n'est qu'une formalité pour le candidat socialiste qui obtient 67,73 % des suffrages exprimés (3 547 voix). L'ancien président n'a obtenu que 32,21 % soit 1 685 voix.
Les résultats de l'élection présidentielle de 2017 indiquent un changement de préférences politiques pour les habitants de la ville de Foix, le candidat socialiste Benoît Hamon n'arrivant qu'en cinquième position avec 11, 34 % des suffrages. Il arrive derrière Jean-Luc Mélenchon, Emmanuel Macron, Marine Le Pen et François Fillon. En effet, Jean-Luc Mélenchon, le candidat du mouvement de La France insoumise arrive en tête avec 1 481 voix soit 28,61 % des suffrages exprimés. Il est suivi du favori national Emmanuel Macron du mouvement En marche !, qui récolte 1 321 voix soit 25,52 % des suffrages.
Au second tour, Emmanuel Macron remporte 3 103 voix, soit 73,93 % des suffrages exprimés alors que Marine Le Pen, candidate du Front national, reçoit 26,07 % des suffrages (1 094 votes). Pour ce second tour un taux d'abstention de 25,78 % soit 1 735 habitants, ainsi 15,98 % de votes blancs ou nuls ; 62,36 % de la population s'est exprimée pour l'un ou l'autre des deux candidats proposés.
Lors des municipales de 2020, le maire sortant Norbert Merler (Union de la gauche) est réélu dès le 1er tour avec 61,96 % des suffrages exprimés.

### Justice
La ville de Foix met à disposition de la population, sur le plan de la Justice, une Maison d'Arrêt (MA) située au 26, avenue du Général de Gaulle. Le nombre de places est de 66 pour plus de 130 détenus, ce qui constitue une densité carcérale de 203,1%, largement supérieure à la moyenne nationale (données chiffrées de 2021, Ministère de la Justice),.

### Jumelages
Foix est jumelée avec :
- Lleida (Espagne) depuis 1962 (communauté autonome de Catalogne) ;
- Andorre-la-Vieille (Andorre) ;
- Ripon (Angleterre).

## Population et société

### Démographie
L'évolution du nombre d'habitants est connue à travers les recensements de la population effectués dans la commune depuis 1793. Pour les communes de moins de 10 000 habitants, une enquête de recensement portant sur toute la population est réalisée tous les cinq ans, les populations de référence des années intermédiaires étant quant à elles estimées par interpolation ou extrapolation. Pour la commune, le premier recensement exhaustif entrant dans le cadre du nouveau dispositif a été réalisé en 2008.

En 2022, la commune comptait 9 731 habitants, en évolution de +1,23 % par rapport à 2016 (Ariège : +1,48 %, France hors Mayotte : +2,11 %).
| 1793  | 1800  | 1806  | 1821  | 1831  | 1836  | 1841  | 1846  | 1851  |
| ----- | ----- | ----- | ----- | ----- | ----- | ----- | ----- | ----- |
| 3 265 | 3 509 | 3 959 | 4 552 | 4 857 | 4 699 | 4 714 | 5 086 | 4 684 |

| 1856  | 1861  | 1866  | 1872  | 1876  | 1881  | 1886  | 1891  | 1896  |
| ----- | ----- | ----- | ----- | ----- | ----- | ----- | ----- | ----- |
| 5 257 | 5 507 | 6 746 | 6 706 | 6 362 | 7 076 | 7 369 | 7 568 | 6 722 |

| 1901  | 1906  | 1911  | 1921  | 1926  | 1931  | 1936  | 1946  | 1954  |
| ----- | ----- | ----- | ----- | ----- | ----- | ----- | ----- | ----- |
| 7 065 | 6 750 | 6 806 | 6 165 | 6 461 | 6 279 | 7 006 | 7 798 | 7 632 |

| 1962  | 1968  | 1975  | 1982  | 1990  | 1999  | 2006  | 2008  | 2013  |
| ----- | ----- | ----- | ----- | ----- | ----- | ----- | ----- | ----- |
| 8 156 | 9 331 | 9 599 | 9 282 | 9 964 | 9 109 | 9 605 | 9 712 | 9 731 |

| 2018  | 2022  | - | - | - | - | - | - | - |
| ----- | ----- | - | - | - | - | - | - | - |
| 9 452 | 9 731 | - | - | - | - | - | - | - |

| selon la population municipale des années : | 1968 | 1975 | 1982 | 1990 | 1999 | 2006 | 2009 | 2013 |
| Rang de la commune dans le département      | 2    | 2    | 2    | 2    | 2    | 2    | 2    | 2    |
| Nombre de communes du département           | 340  | 328  | 330  | 332  | 332  | 332  | 332  | 332  |

- Avec une population totale de 10 335 habitants au 1er janvier 2012, et une aire urbaine d'environ 18 100 habitants, Foix est la deuxième commune la plus peuplée de l'Ariège (voir INSEE). Ayant pour commune limitrophe Varilhes, l'aire urbaine de Foix et l'aire urbaine de Pamiers (32 100 habitants) devraient prochainement fusionner.
- La ville confirme sa progression démographique dans le courant des années 2000, moyennant 50 habitants supplémentaires chaque année.
- D'ailleurs, demeurée pendant longtemps la plus petite préfecture de France, Foix dépasse actuellement Privas, qui est la préfecture de l'Ardèche.

### Enseignement et éducation
- Enseignement primaire : école primaire Lucien-Goron, école primaire de Cadirac, école primaire le Cardie, école primaire Nelson Mandela, école primaire des Bruilhols
- Enseignement secondaire : collège Lakanal (3 fois vainqueur au Rallye Citoyen de l'Ariège sur 4 éditions), lycée général et technologique Gabriel-Fauré, lycée professionnel Jean-Durroux
- Enseignement supérieur : Centre Universitaire de l'Ariège - 433 étudiants (année scolaire 2022-23)[84].

### Sports

#### Équipements sportifs
Stades : Le stade Jean-Noël Fondère (stade d'honneur) avec plus de 1 500 places, le complexe sportif de l'Ayroule comprenant deux stades de foot, un terrain de rugby de taille réglementaire et un petit terrain pour l'école de rugby, trois courts de tennis extérieurs sur terre battue, et deux intérieurs sur dur, un parcours de footing. Une descente de kayak d'une centaine de places assises environ (a accueilli les championnats du monde de kayak junior en 2010)- stade d'eaux vives. Un vélodrome en béton de 250 m (a accueilli les championnats de France de cyclisme sur piste en 1989, rénové en 2017). Trois gymnases, un au collège Lakanal, un à l’école primaire, et celui de la salle multi-sports du Lycée professionnel Jean-Duroux, de Ferrière avec environ 200 places assises. 1 dojo. salle de gymnastique. Une piscine avec bassins intérieurs et extérieurs. Un Skatepark. Les clubs : de rugby à XV qui évolue en Promotion d'honneur territoriale, l'Union sportive fuxéenne (USF) — ayant évolué en première division en 1967-1968, 1964-1965, 1963-1964, 1962-1963, 1961-1962, 1960-1961 et 1959-1960 —, club de tennis, club de football évolue en Régional 2, club de basket-ball d'excellence, club de cyclisme (cyclisme traditionnel et école de vélo), club de tennis de table (équipe première en Régionale 1), club de handball (Montgailhard), ainsi que plusieurs autres clubs.

#### Activités sportives
Lieu de passage ou d'étape du Tour de France comme en 2008 (11e étape), de la route d'Occitanie, du tour de l'Avenir...

## Économie

### Revenus
En 2018, la commune compte 4 768 ménages fiscaux, regroupant 9 375 personnes. La médiane du revenu disponible par unité de consommation est de 20 160 € (19 820 € dans le département). 44 % des ménages fiscaux sont imposés (40,7 % dans le département).

### Emploi
| Division       | 2008  | 2013   | 2018   |
| -------------- | ----- | ------ | ------ |
| Commune        | 8,8 % | 12,7 % | 12,7 % |
| Département    | 8,9 % | 11,1 % | 11,2 % |
| France entière | 8,3 % | 10 %   | 10 %   |

En 2018, la population âgée de 15 à 64 ans s'élève à 5 607 personnes, parmi lesquelles on compte 70,2 % d'actifs (57,5 % ayant un emploi et 12,7 % de chômeurs) et 29,8 % d'inactifs,. En 2018, le taux de chômage communal (au sens du recensement) des 15-64 ans est supérieur à celui de la France et du département, alors qu'il était inférieur à celui du département en 2008.
La commune est la commune-centre de l'aire d'attraction de Foix,. Elle compte 7 181 emplois en 2018, contre 7 201 en 2013 et 7 669 en 2008. Le nombre d'actifs ayant un emploi résidant dans la commune est de 3 291, soit un indicateur de concentration d'emploi de 218,2 % et un taux d'activité parmi les 15 ans ou plus de 49,6 %.
Sur ces 3 291 actifs de 15 ans ou plus ayant un emploi, 1 874 travaillent dans la commune, soit 57 % des habitants. Pour se rendre au travail, 75,2 % des habitants utilisent un véhicule personnel ou de fonction à quatre roues, 4 % les transports en commun, 16,8 % s'y rendent en deux-roues, à vélo ou à pied et 4,1 % n'ont pas besoin de transport (travail au domicile).

### Activités hors agriculture
1 158 établissements sont implantés à Foix au 31 décembre 2019. Le tableau ci-dessous en détaille le nombre par secteur d'activité et compare les ratios avec ceux du département,.
| Secteur d'activité                                                                                        | Commune | Commune | Département |
| Secteur d'activité                                                                                        | Nombre  | %       | %           |
| --- | ------- | ------- | ----------- |
| Ensemble                                                                                                  | 1 158   | 100 %   | (100 %)     |
| Industrie manufacturière, industries extractives et autres                                                | 71      | 6,1 %   | (12,9 %)    |
| Construction                                                                                              | 100     | 8,6 %   | (14,2 %)    |
| Commerce de gros et de détail, transports, hébergement et restauration                                    | 334     | 28,8 %  | (27,5 %)    |
| Information et communication                                                                              | 35      | 3 %     | (1,8 %)     |
| Activités financières et d'assurance                                                                      | 54      | 4,7 %   | (2,8 %)     |
| Activités immobilières                                                                                    | 68      | 5,9 %   | (4,2 %)     |
| Activités spécialisées, scientifiques et techniques et activités de services administratifs et de soutien | 170     | 14,7 %  | (13,2 %)    |
| Administration publique, enseignement, santé humaine et action sociale                                    | 205     | 17,7 %  | (14,4 %)    |
| Autres activités de services                                                                              | 121     | 10,4 %  | (8,8 %)     |

Le secteur du commerce de gros et de détail, des transports, de l'hébergement et de la restauration est prépondérant sur la commune puisqu'il représente 28,8 % du nombre total d'établissements de la commune (334 sur les 1158 entreprises implantées à Foix), contre 27,5 % au niveau départemental.
Les cinq entreprises ayant leur siège social sur le territoire communal qui génèrent le plus de chiffre d'affaires en 2020 sont :
- SAS Fuxedis, hypermarchés (36 606 k€)
- Societe Grau, commerce de voitures et de véhicules automobiles légers (23 984 k€)
- Gilver, hypermarchés (22 505 k€)
- Autorama Evasion, commerce de voitures et de véhicules automobiles légers (19 455 k€)
- Ariege Tres Haut Debit, conseil en systèmes et logiciels informatiques (5 103 k€)
- Foix est le siège de la Chambre de commerce et d'industrie de l'Ariège, qui gère un institut de formation par alternance (IFCAP)
- Gare de Foix
- Usine Continental Automotive France
- ZAC de Peysales - Foix Sud
- ZAC de Foix Nord

### Agriculture
La commune fait partie de la petite région agricole dénommée « Région sous-pyrénéenne ». En 2010, l'orientation technico-économique de l'agriculture sur la commune est l'élevage de bovins, lait, élevage et viande combinés.
|                                   | 1988 | 2000 | 2010 |
| --------------------------------- | ---- | ---- | ---- |
| Exploitations                     | 58   | 26   | 15   |
| Superficie agricole utilisée (ha) | 562  | 631  | 498  |

Le nombre d'exploitations agricoles en activité et ayant leur siège dans la commune est passé de 58 lors du recensement agricole de 1988 à 26 en 2000 puis à 15 en 2010, soit une baisse de 74 % en 22 ans. Le même mouvement est observé à l'échelle du département qui a perdu pendant cette période 48 % de ses exploitations. La surface agricole utilisée sur la commune a également diminué, passant de 562 ha en 1988 à 498 ha en 2010. Parallèlement la surface agricole utilisée moyenne par exploitation a augmenté, passant de 10 à 33 ha.

## Culture locale et patrimoine

### Lieux et monuments

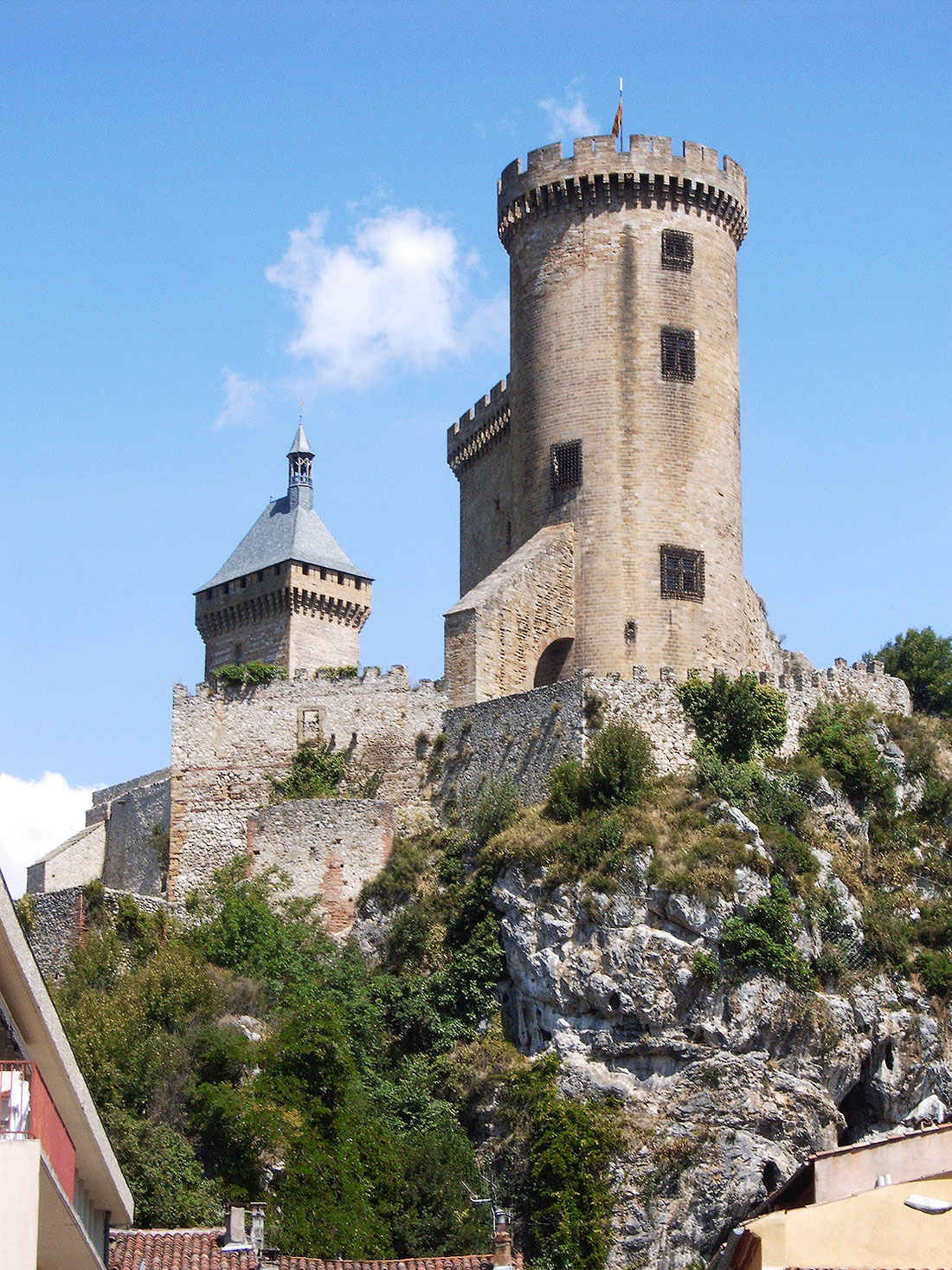
Château de Foix.

#### Le château
- Le château se dresse sur un piton rocheux, juste à l'ouest du centre-ville. La majorité de l'édifice actuel date du XIIe au XIVe siècle. Nous distinguons alors actuellement :
  - au nord, la tour carrée, couverte d'un toit d’ardoises à la fin du XIXe siècle, qui est certainement la tour la plus ancienne car elle daterait des XIe et XIIe siècles ;
  - la tour du milieu construite au cours du XIIIe siècle qui fut entièrement réaménagée au XIVe siècle. Elle présente de belles caractéristiques architecturales : têtes sculptées aux culs-de-lampe et blasons en clefs de voûte ;
  - la tour ronde, plus tardive, qui présente quant à elle une architecture gothique avec de vastes baies éclairant de belles salles voûtées de plan hexagonal.
- Panorama 360 du Château de Foix.
- Musée départemental de l’Ariège.

#### L'abbatiale Saint-Volusien
Des chanoines réguliers de saint Augustin prennent possession en 1104 d'une abbaye abritant les reliques de saint Volusien. C'est alors que la construction d'une vaste église à trois nefs, comprenant un transept, est entreprise. Au XIVe siècle, le chevet roman est remplacé par un nouveau chœur de forme polygonale.
L'édifice est ruiné pendant les guerres de Religion ; les reliques sont brûlées. Les travaux de reconstruction sont entrepris à partir de 1609 et sont vraisemblablement achevés vers 1670 (voûte).
De l'église médiévale, il subsiste principalement le portail et la base des murs de la nef.
On y trouve un orgue de 40 jeux construit par Fermis en 1869 et restauré en 2007.
Un cèdre que personne n'a jamais pris la peine de retirer a élu domicile vers 1900 à la base du mur ouest du clocher et pousse tout déformé dans l'espace restreint entre l'église, la grille de la préfecture et les maisons faisant face. La circonférence de son tronc atteint maintenant 3 m.

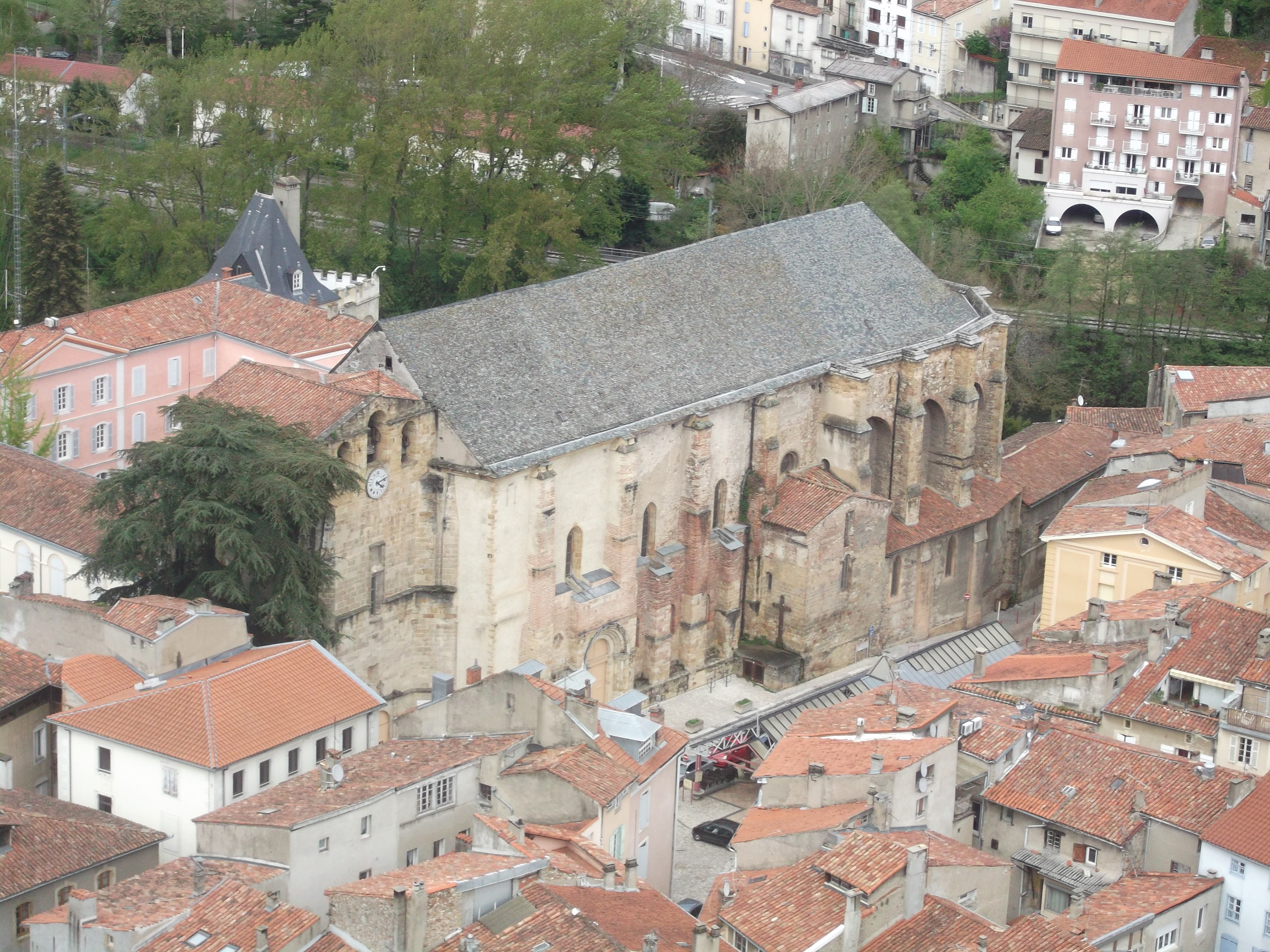
Abbatiale.
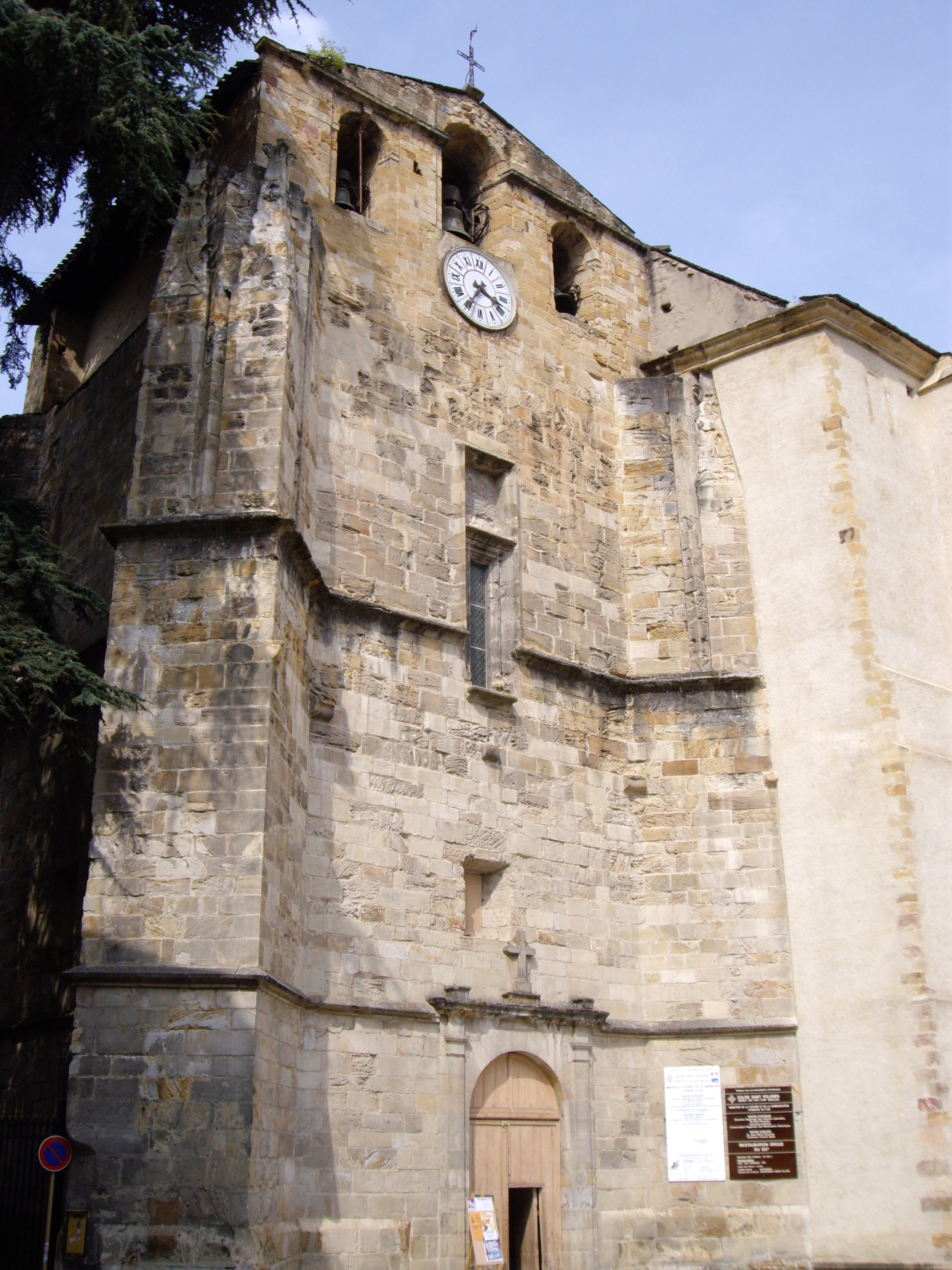
Abbatiale.
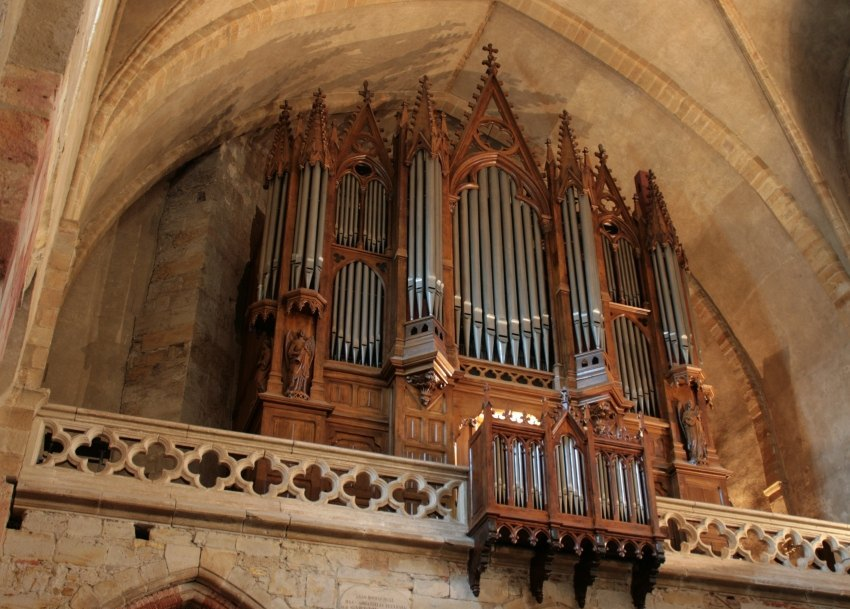
Orgue de l'abbatiale.

#### Autres monuments

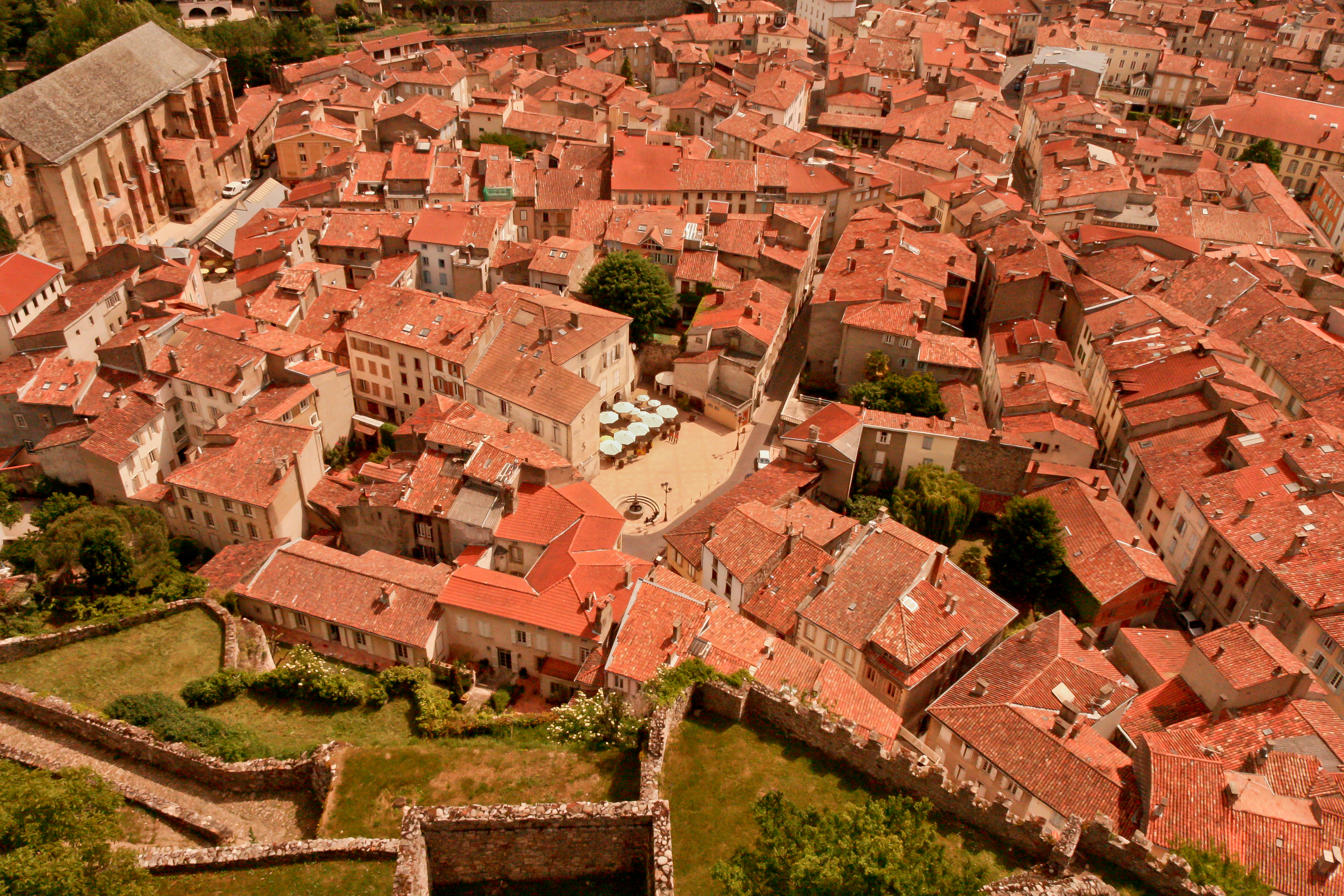
Les toits de la vieille ville, vus du château.

- Vieille ville : elle conserve aujourd'hui son caractère médiéval. En témoignent les ruelles étroites (rue des Marchands, rue des Chapeliers), ainsi que quelques maisons à colombage. Bien que cela échappe au regard de nos jours à cause des enduits ajoutés ultérieurement, les maisons de la vieille ville sont, pour une part importante, bâties sur une ossature de bois à colombages. La rue des Grands Ducs est un des derniers vestiges des constructions médiévales, c'est une ruelle étroite et escarpée, avec des pontils qui sont passerelles reliant les maisons de part et d'autre de la rue. Dans la rue des Marchands, la maison des Consuls abritait cette institution (Consulat de Foix) aux temps du comté de Foix puis de l'Ancien Régime. L'horloge de la ville était placée au sommet de la tour de l'Horloge (rue de l'Horloge). Il ne subsiste rien des trois remparts successifs de la cité (XIIe, XIIIe et XVe siècles), seul leur tracé est connu.
- Une porte en bois sculpté, sise 37 rue du Rival, datée de 1617, est classée monument historique.
- La façade de la maison dite des Cariatides située en face de la Préfecture, est classée également.
- Chapelle Notre-Dame[94] et domaine de Montgauzy (le mont de la Joie)[95] : de l'église primitive de style roman, puis de l'église du XIIIe siècle, il ne reste rien. L'église actuelle date en partie de 1628, et a gardé le plan roman et un portail qui en imite le style. L'histoire de la chapelle de Montgauzy est mouvementée. Sa fondation commémore la victoire de Charlemagne sur les Maures en 778, et la chapelle devient lieu de pèlerinage. En 1340, l'évêque de Pamiers, Arnaud de Villemur, doit intervenir face à certaines incivilités des pèlerins qui sont de plus en plus nombreux (on signale de bruyantes veillées). Le 4 janvier 1562, la chapelle est l'une des nombreuses cibles des réformés et en 1579 le gouverneur du château de Foix la fait démolir. Elle est reconstruite en 1628 et le pèlerinage reprend. Après la Révolution, devenant bien de l'État, elle est vendue en 1791. Cette propriété privée, faute d'entretien, tombe alors en ruine. C'est au tour du département d'en faire l'acquisition en 1840. l’École normale est installée dans le domaine et en 1843, la chapelle est rendue au culte. À nouveau fermée en 1883, le mobilier en est dispersé. Après des réparations en 1943, elle est à nouveau rouverte au culte. Depuis 2018, la chapelle est rénovée par des bénévoles, la messe y est toujours célébrée et la chapelle reste ouverte tous les jours de la semaine[96].
- Le Chalet de Lauquié, restauré en 2012 abritait le siège de la Gestapo durant l'Occupation.
- Fontaine du XVIIIe siècle en haut de la rue du Palais de Justice, au pied des escaliers menant au château de Foix. La plus ancienne fontaine de la ville est la fontaine de l'Oie, alimentée par la source du Vivier. Initialement placée au milieu de l'étroite place de Labistour et gênant le passage, elle dut ensuite être déplacée contre un mur de façade. L'actuelle ornementation en bronze date du XIXe siècle.
- Le château de Labarre, vestiges.

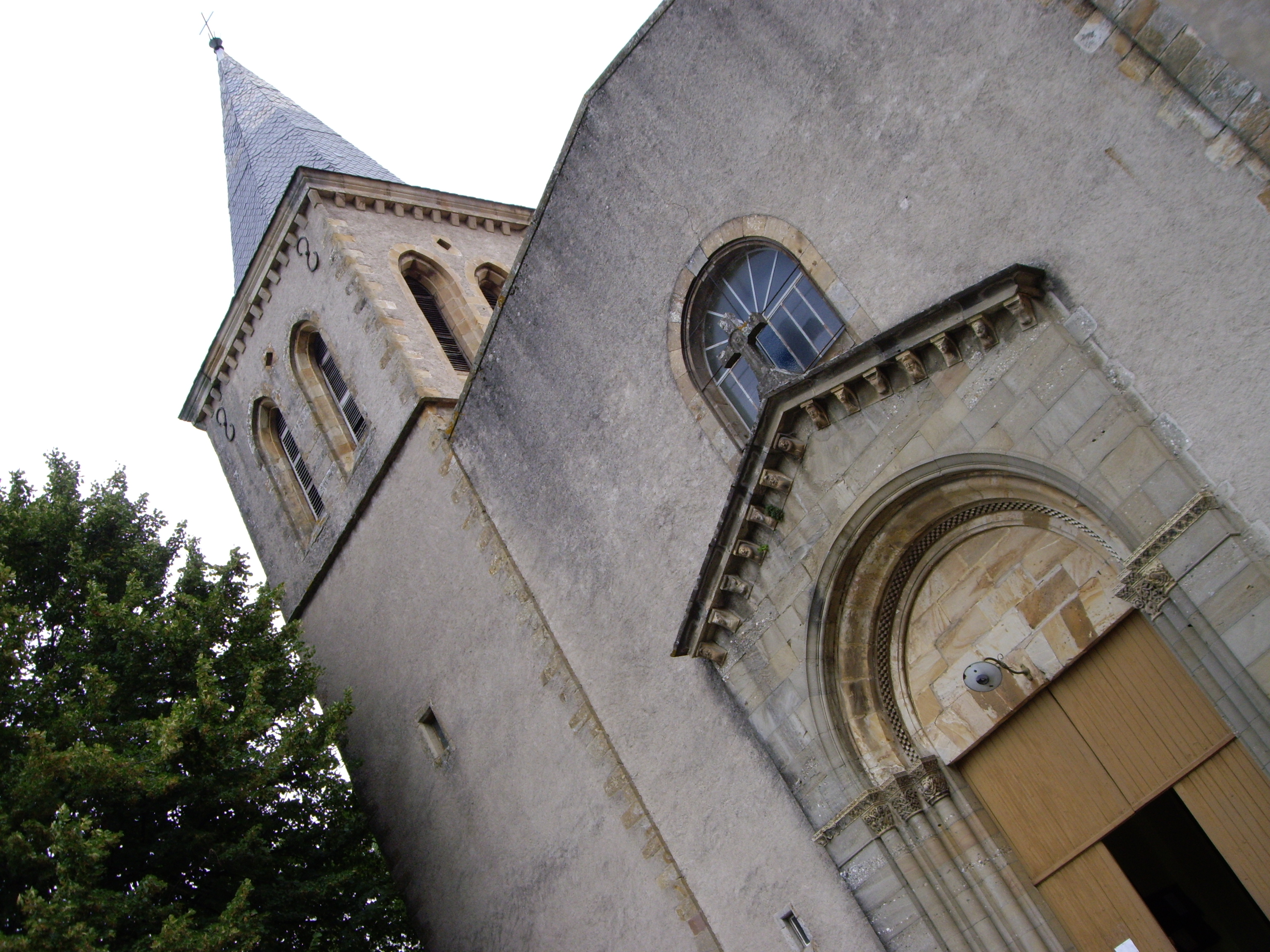
Chapelle Notre-Dame de Montgauzy.
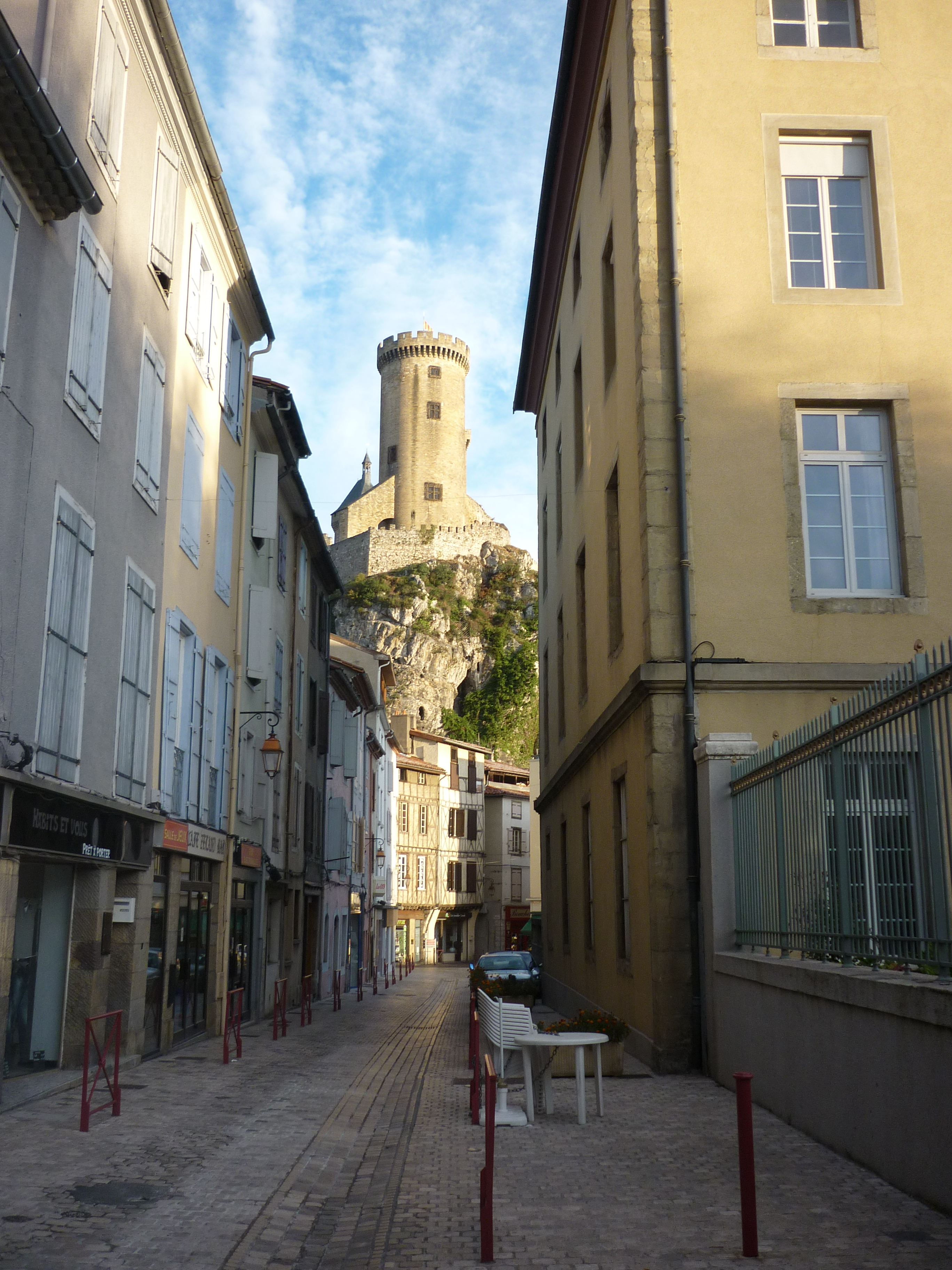
Vieille ville.
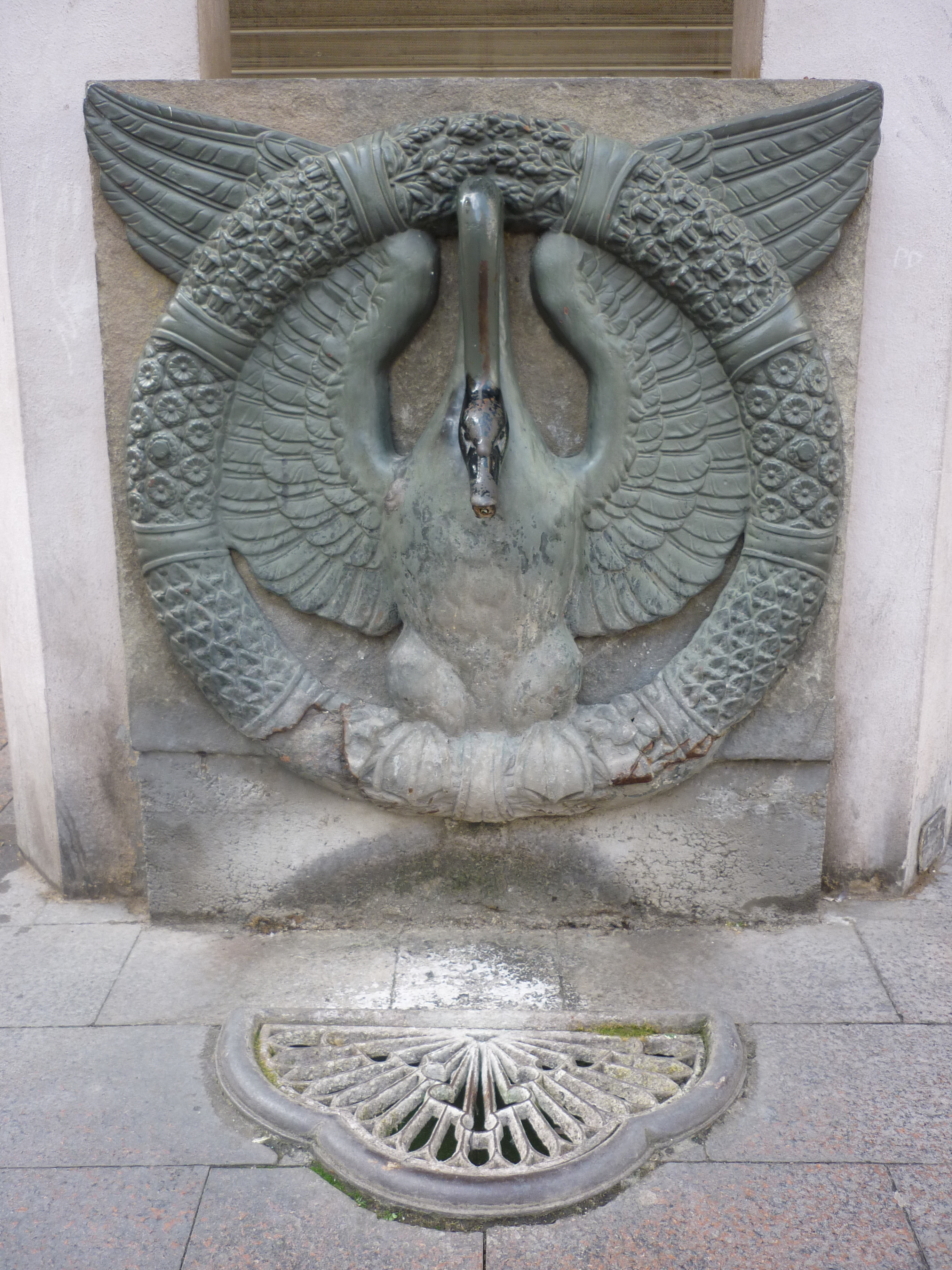
Fontaine de l'Oie, date de 1337.
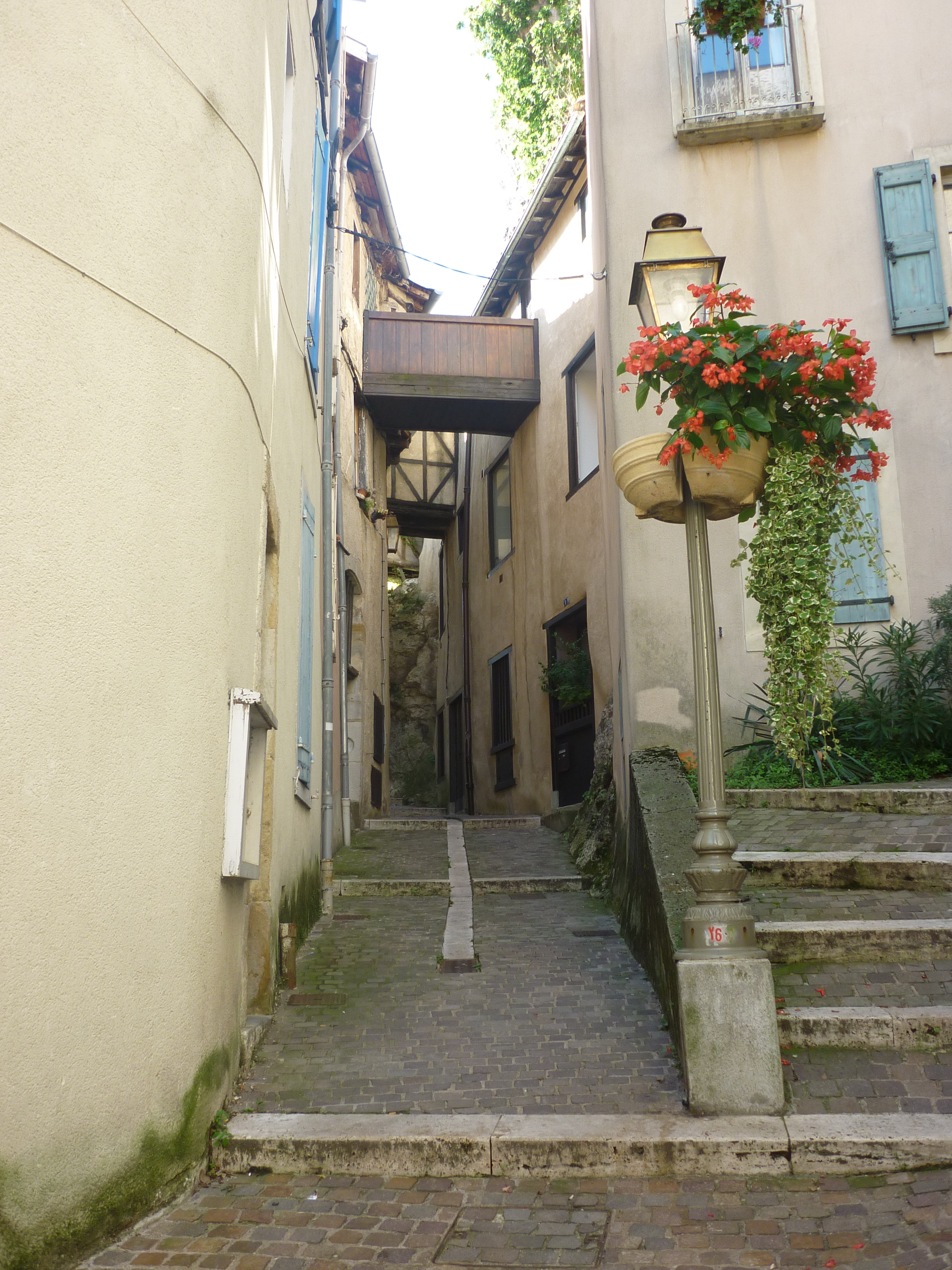
La rue des Grands Ducs.
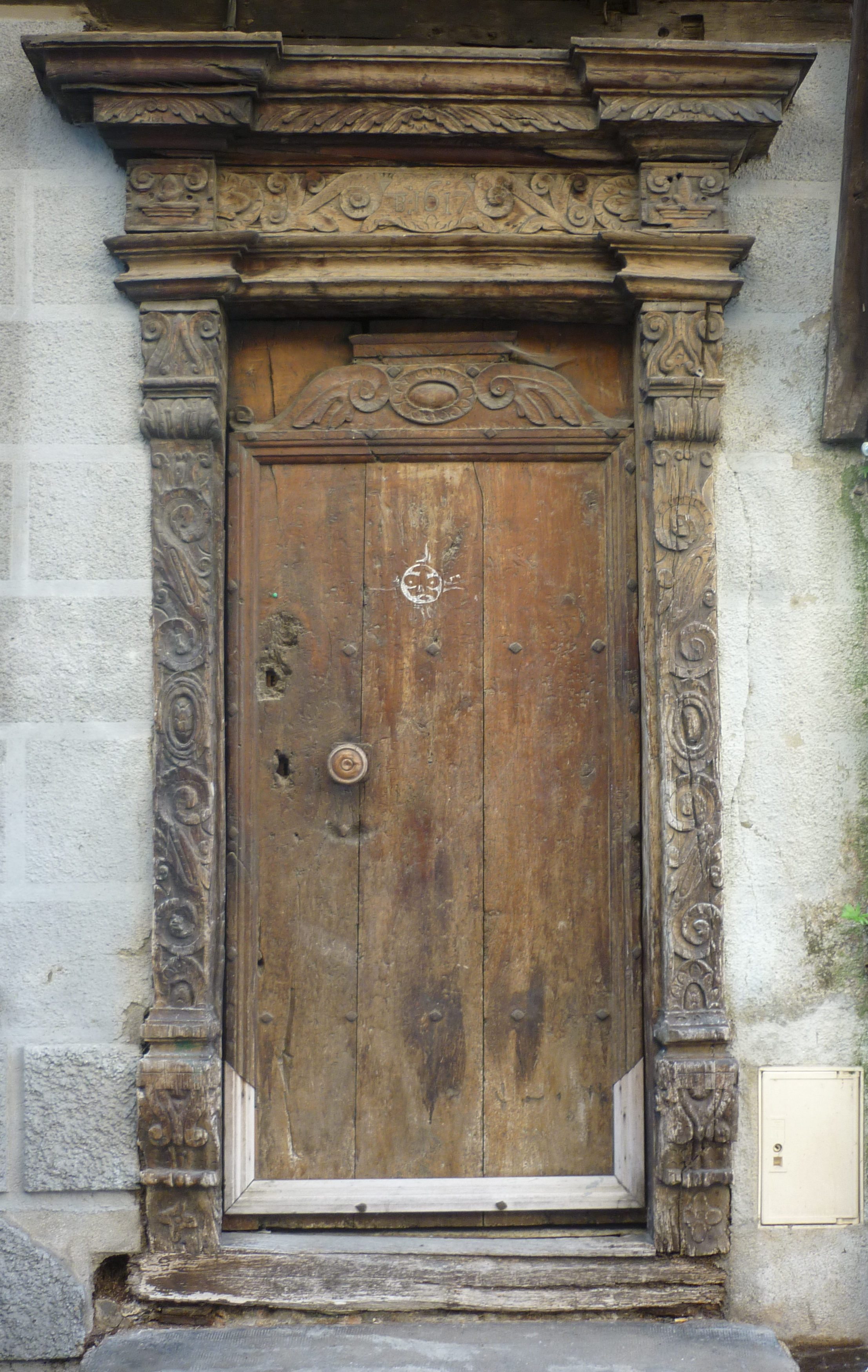
Porte de 1617, rue du Rival.
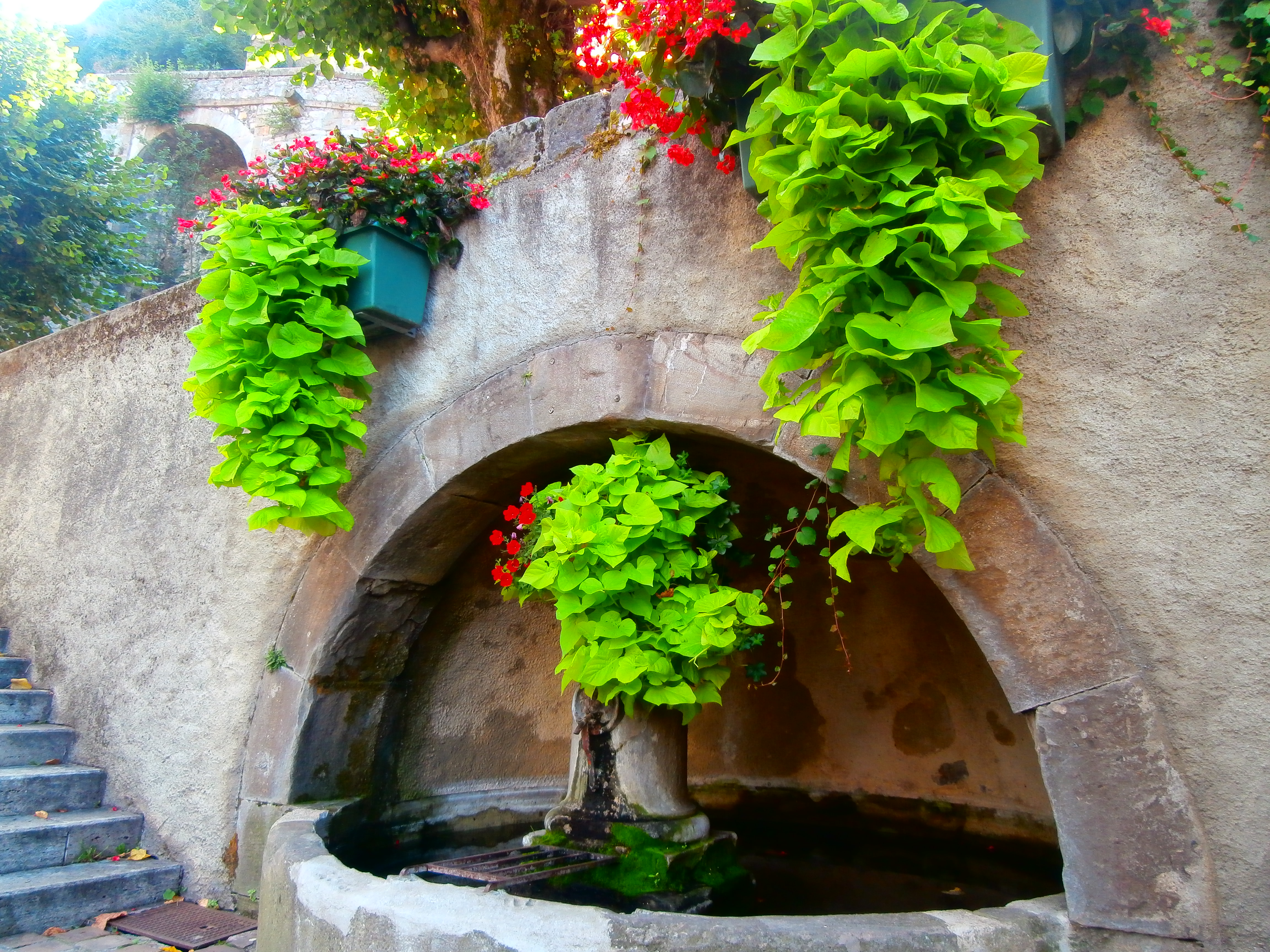
Fontaine du XVIIIe siècle à Foix.

#### Autres lieux
- Les Allées de Villote : le lieu « Villote » (petite ville) était au Moyen Âge un espace situé hors de l’enceinte entourant la ville construite en 1330. Des exécutions capitales se déroulaient parfois à l’emplacement des allées actuelles. Au XVIIIe siècle, après la destruction des murailles de la ville, des plantations d’arbres et des travaux d’urbanisme avec fontaine et orchestre champêtre, en font le lieu de promenade privilégié des Fuxéens. Le site abrite alors actuellement les festivités de la ville, le marché (chaque vendredi) ainsi que bon nombre de commerces, de lieux de restauration et de services publics.
- La halle aux grains, datant de 1870, est dans le style des halles de Victor Baltard. Cette halle, dont on retrouve exactement le même modèle à Mirepoix, a fait l'objet d'une restauration en 2009[97].
- Le parc de Bouychères au bord de l'Ariège, une ancienne propriété diocésaine incluant un bois de pins douglas, acquise en 2012 et récemment aménagée en espace de loisirs par la commune[98].
- La chapelle Saint-Jacques datant du XVIIe siècle[99], Allées de Villote. De nombreux objets sont référencés dans la Base Palissy[100]. La toiture a été restaurée de décembre 2016 à février 2017[101]. La chapelle a été désacralisée en 2015 et mise en vente depuis la même année[99].
- Le temple de l’Église protestante unie de France de Foix, rue de Verdun.
- La chapelle de la Nativité-de-la-Sainte-Vierge au hameau de Labarre.
- Les vestiges du château de Labarre, au dessus du hameau du même nom.
- La chapelle au hameau d'Armeilhac.

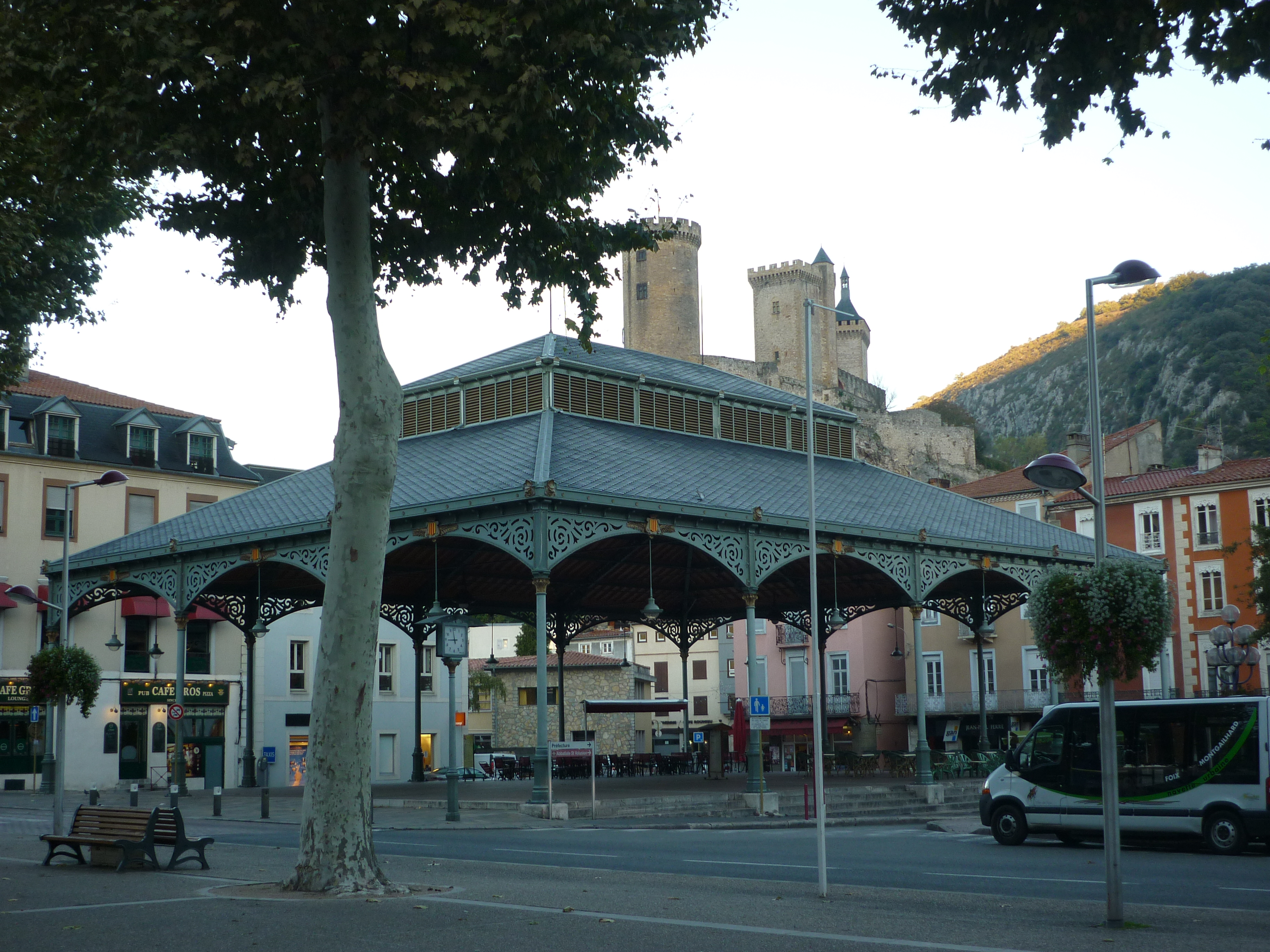
La halle aux grains.
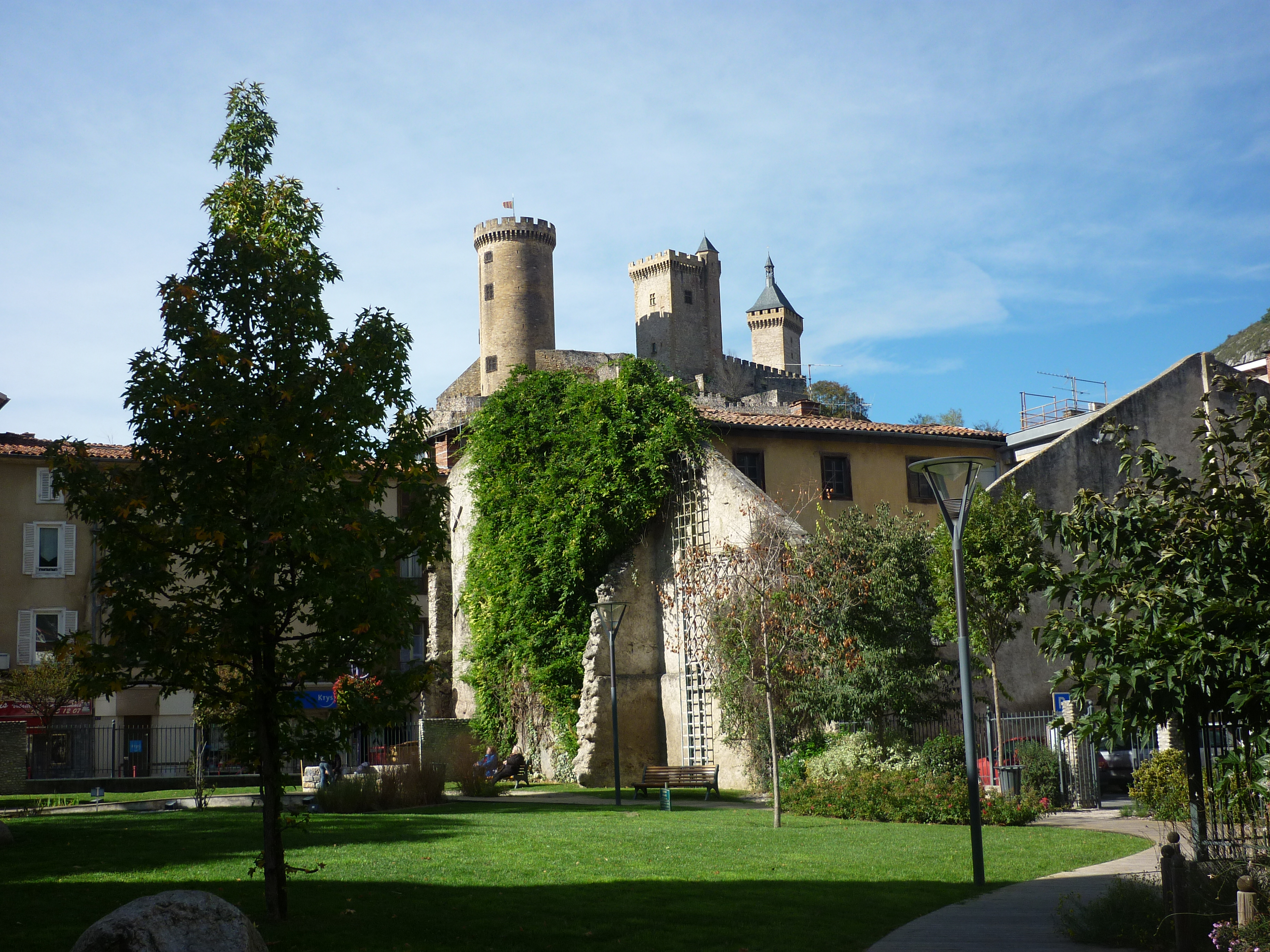
Le jardin public.
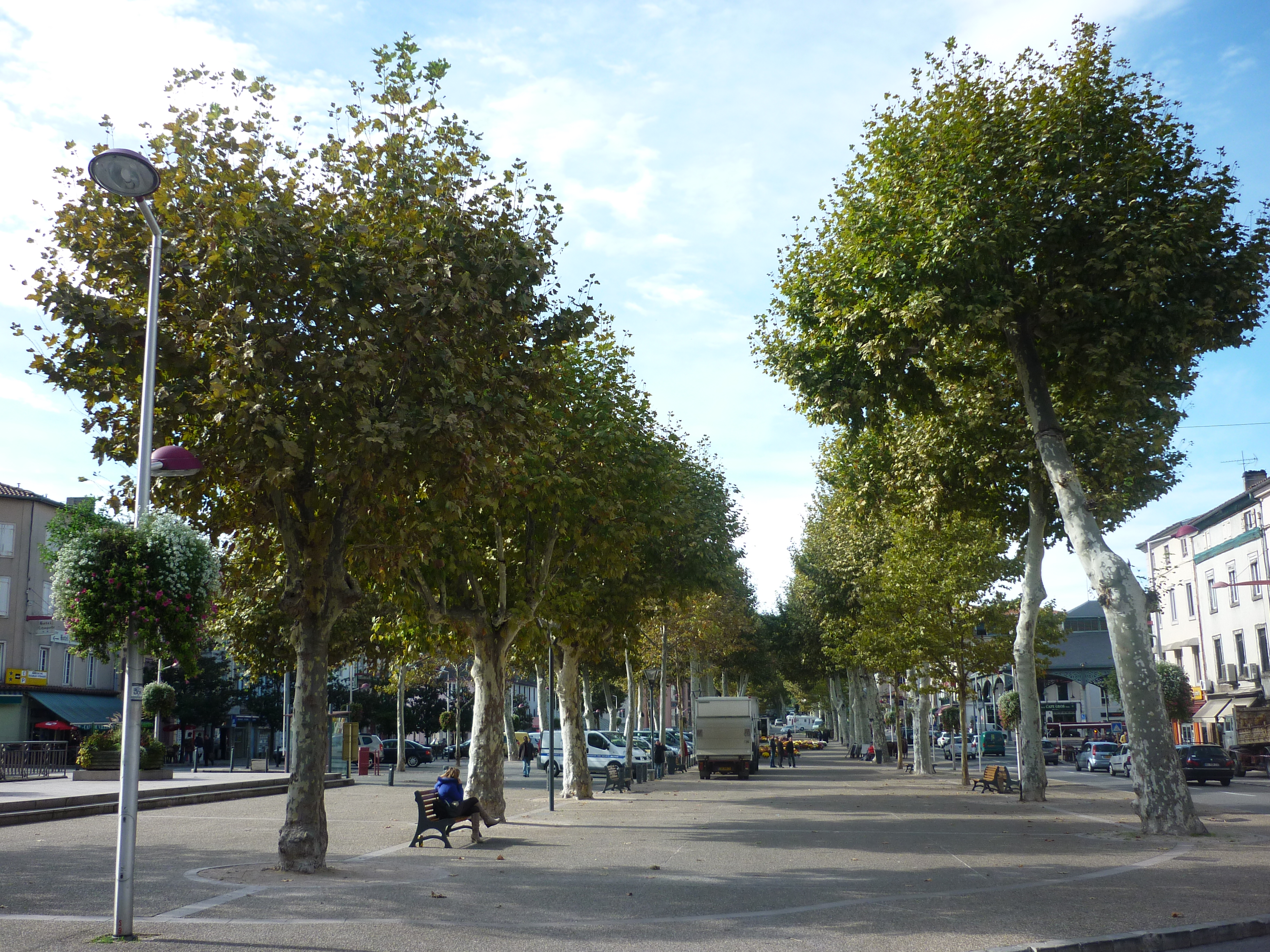
Allées de Villote.
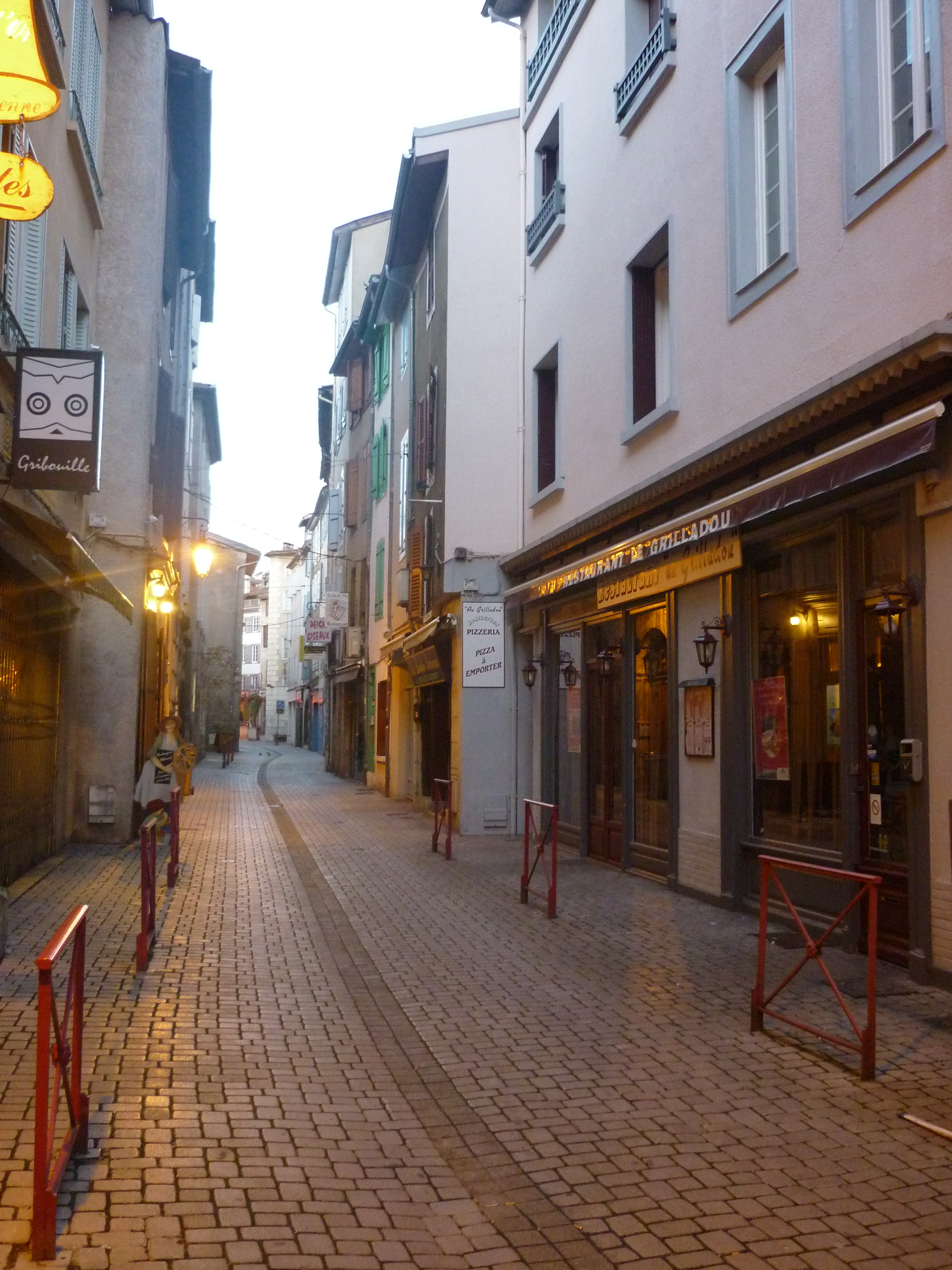
La rue de La Faurie.
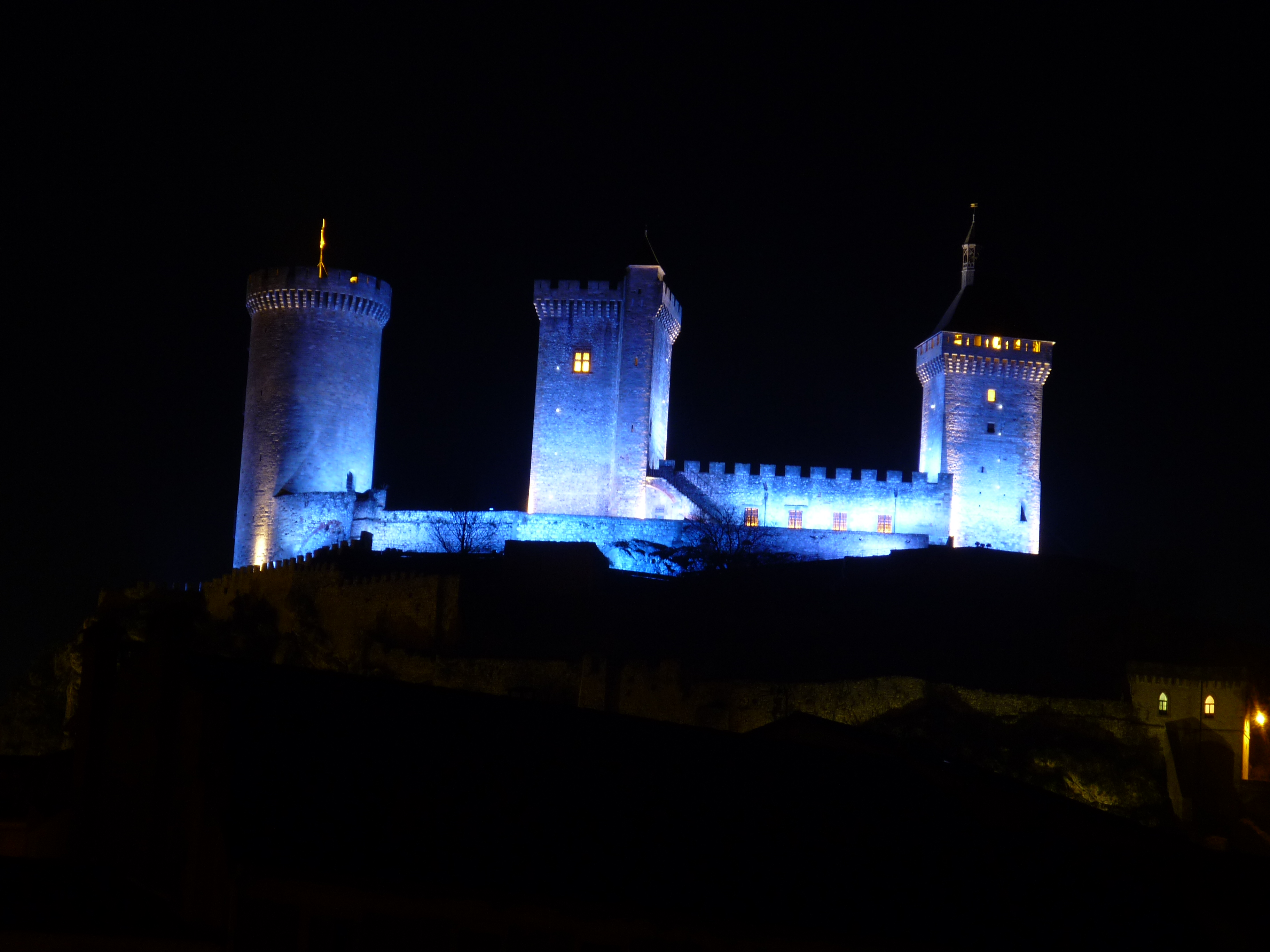
Illuminations de fin d'année.
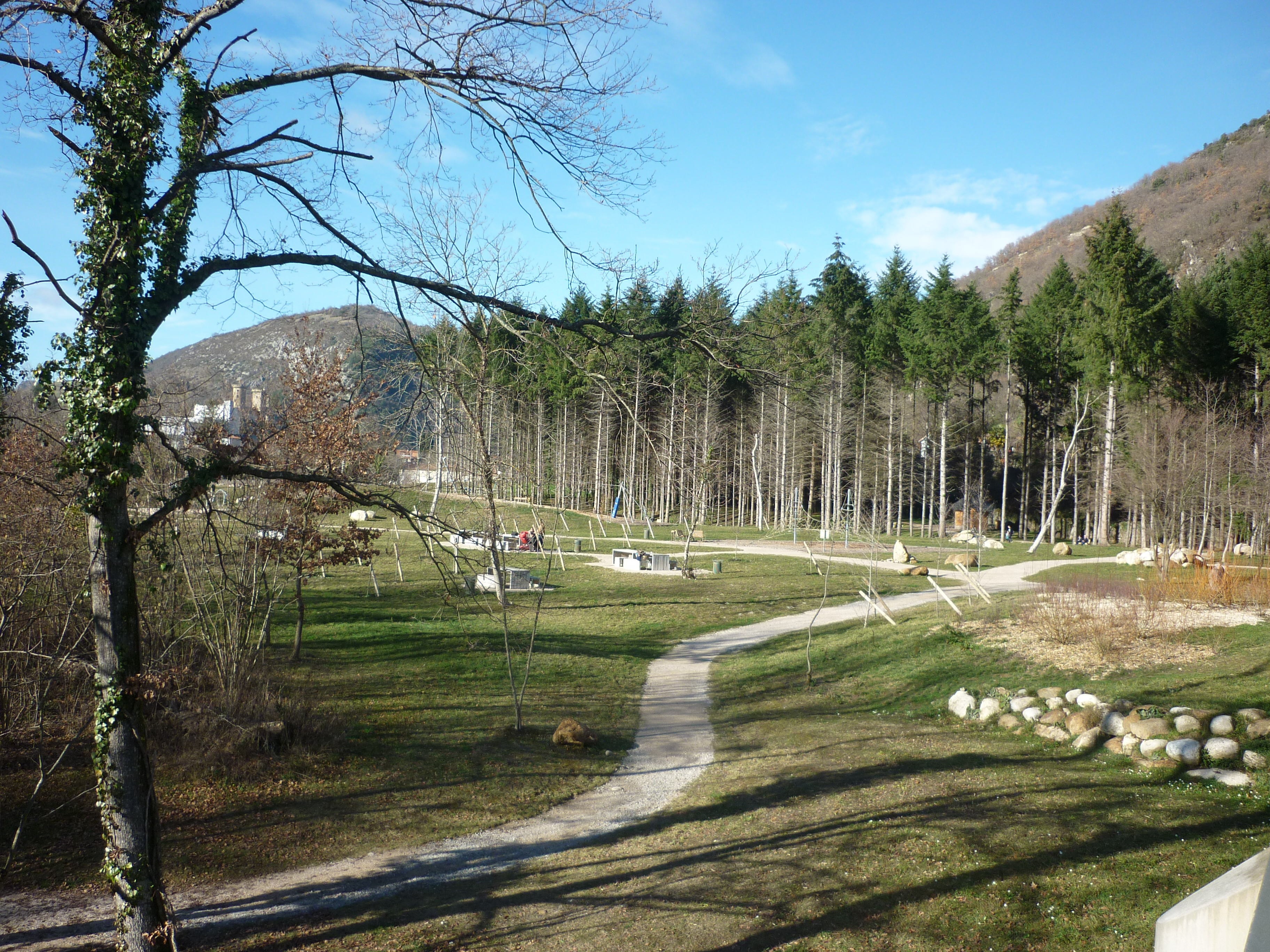
Le parc de Bouychères.

### Personnalités liées à la commune
- Louis de Bassompierre, abbé de Saint-Volusien.
- Jean-Auguste de Lapasse, gouverneur en 1612 du château de Foix[102].
- Henri Joseph Vincent Latour (1751-1826), général de la Révolution et de l'Empire.
- Raymond Gaston (1757-1836), homme politique et un révolutionnaire né à Foix.
- Jean-Jacques Calvet (1760-1835), homme politique.
- Joseph Lakanal (1762-1845), membre de la Convention nationale sous la Révolution.
- Pierre Vidal (1773-1843), homme politique, député de l'Ariège.
- Frédéric Soulié (1800-1847), romancier et journaliste.
- Charles de Freycinet (1828-1923), ingénieur, président du conseil des ministres et plusieurs fois ministre, né à Foix.
- Irénée Cros (1887-1943), résistant, Compagnon de la Libération.
- Eugène Trutat (1840-1910), photographe, naturaliste, directeur du Museum d'histoire naturelle de Toulouse.
- Louise Sarazin (1847-1916), née à Foix, rôle important dans les débuts de l'automobile. En 1890, elle épouse Émile Levassor, ingénieur et cofondateur de la société Panhard & Levassor.
- Ernest Gouazé (1910-1991), résistant et déporté ;
- Conchita Ramos (1925-2019), résistante et déportée, héroïne des maquis de l'Ariège, a vécu à Foix[103];
- Louis Pailhas (né en 1926), directeur de l'École nationale de l'aviation civile de 1967 à 1982.
- Christian d'Orgeix (1927-2019), peintre.
- Alexandre Rauzy, député sous la Troisième République, militant de la SFIO et du Parti socialiste démocratique.
- Jean Clottes (1933), préhistorien mondialement renommé, a débuté comme professeur d'anglais au lycée de Foix.
- Marianne Lecène (1937), speakrine à la RTF et actrice.
- Jacques Crampagne (né en 1944), rugbyman international.
- Georges-Patrick Gleize (1952), écrivain et romancier.
- Claudine Pailhès (née en 1952), directrice des archives départementales de l'Ariège à Foix de 1976 à 2017.
- Jean-Yves Ferri (né en 1959), auteur de bandes dessinées.
- Françoise Banat-Berger (née en 1962), directrice des Archives nationales.
- Jacques Delpla (né en 1966), économiste.
- Claude Sirvent (né en 1971), international de rugby à XIII.
- Éric Carrière (1973), footballeur et chroniqueur à la télévision.
- Laurent Panifous (né en 1976), député de l'Ariège, né à Foix.
- Clémence Castel (née en 1984), personnalité de la télévision, notamment deux foix vainqueur de Koh-Lanta.
- Cyril Moliner (né en 1990), joueur de rugby à XIII.
- Lorena Azzaro (née en 2000), footballeuse championne d'Europe des moins de 19 ans.

### Culture populaire

#### Philatélie
- En 1955, la poste émet un timbre postal de 50 centimes, noir, vert, jaune et rouge représentant les Armoiries du comté de Foix qui porte la référence YT 1044. Il fait partie de la série des Armoiries de provinces.
- En 1958, la poste émet un timbre postal de 15 francs, outremer, gris, brun et vert représentant le Château de Foix qui porte la référence YT 1175[104].

#### Folklore et traditions
Une comptine enfantine évoque la ville de Foix avec des rimes de mots homophones :
Il était une fois

Une marchande de foie

Qui vendait du foie

Dans la ville de Foix

Elle se dit ma foi

C'est la première fois

Et la dernière fois

Que je vends du foie

Dans la ville de Foix
La Confrérie de la saucisse de Foix assure la promotion de cette spécialité locale.

### Héraldique et devise

Blason de Foix : D'or à trois pals de gueules.
Blason de Foix-Béarn : Écartelé en 1er et 4e d'or aux trois pals de gueules et en 2e et 3e d'or aux deux vaches de gueules, accornées, colletées et clarinées d'azur, passant l'une sur l'autre.
Blason de Foix-Béarn-Bigorre : Écartelé en 1er et 4e d'or aux trois pals de gueules, en 2e et 3e d'or aux deux vaches de gueules, accornées, colletées et clarinées d'azur, passant l'une sur l'autre et au centre d'or à deux lions léopardés de gueules armés et lampassés d'azur l'un sur l'autre.

La devise de la ville de Foix est Toca-i se gosas, ce qui signifie en occitan : « Touches-y si tu oses ». Cette devise fait référence au château de Foix, réputé imprenable au Moyen Âge.